# Tijdlijn van de Europese staatsschuldencrisis (2011)
Onderstaand overzicht bevat een chronologische opsomming van de voornaamste gebeurtenissen rond de Europese staatsschuldencrisis in 2011.

## Januari
- In de week van 3 januari kondigde de Zwitserse centrale bank aan, Ierse staatsleningen niet langer als onderpand te accepteren.[1] Portugal leende € 500 miljoen zesmaandspapier tegen 3,686%.[2][3] De EU emitteerde voor het EFSM € 5 miljard vijfjaars-leningen tegen 2,59% ter financiering van de steun aan Ierland, die hiervoor 5,51% betaalde.[4][5] Aan het eind van de week accepteerde de Zwitserse centrale bank ook Portugese staatsleningen niet meer als onderpand.
- In de week van 10 januari 2011 emitteerde Griekenland € 2 miljard zesmaands schatkistpapier op een rendement van 4,90%: bijna het tienvoudige van wat Nederland op dat moment betaalde (0,51%). Nederland leende € 3,25 miljard 3-jaars tegen 1,29%: nog nooit had een staatslening een coupon van 1%.[6] De Japanse minister van Financiën Noda verklaarde dat Japan voornemens was mee te doen met de volgende tranche EU-leningen “to help bolster confidence in the European Financial Stability Facility”.[7] Portugal leende € 600 miljoen 10-jaars tegen 6,72% en € 650 miljoen driejaars tegen 5,40%. Spanje leende € 3 miljard vijfjaars tegen 4,54%.
- In de week van 17 januari 2011 zag Spanje af van een normale emissie van tienjaars-obligaties, doch koos voor een "syndicated bond", waarbij men van een reeds bestaand consortium van banken leende.[8][9] De ministers van de Green Party stapten uit het Ierse kabinet, waarmee de vraag of de bezuinigingsplannen uitgevoerd zouden worden aan de orde kwam.[10]
- In de week van 24 januari 2011 emitteerde het EFSF € 5 miljard ter financiering van de aan Ierland te verstrekken leningen: de lening had een looptijd van 5 jaar en een rendement van 2,89%; vooral Aziatische centrale banken hadden belangstelling.[11]

## Februari
- In de week van 31 januari 2011 berichtte het Handelsblatt dat de Griekse regering met de ECB, de EC en het IMF onderhandelingen zou voeren over herstructurering van de Griekse staatsschuld: de nog te verstrekken steunleningen zouden looptijden van 30 jaar moeten hebben, en (deels) gebruikt moeten worden om bestaande leningen met grote disagio's op te kopen.[12] Standard & Poor's verlaagde de rating van Ierland van A tot A-.[13]
- In de week van 7 februari 2011 publiceerde de Belgische denktank Bruegel een rapport waarin een "haircut" van de Griekse staatsschuld (desnoods eenzijdig opgelegde nominale verlaging) van 30% werd aanbevolen, aangezien het voor onmogelijk werd gehouden dat de Griekse economie zo sterk kon groeien dat de in de toekomst verschuldigde rentelasten uit belastingopbrengsten betaald zouden kunnen worden.[14][15] Axel Weber kondigde zijn vertrek aan als bestuursvoorzitter van de Bundesbank en als bestuurslid van de ECB:[16] later gaf hij te kennen niet tevreden te zijn over de mate waarin hij erin geslaagd was het beleid van de ECB te beïnvloeden.[17] De Europese ministers van Financiën bereikten overeenstemming over vergroting van het door het EFSF maximaal (effectief) te lenen bedrag tot € 500 miljard.[18][19] Juncker verklaarde dat de situatie rond Europese staatsleningen nog steeds "worrying" was. Spanje leende 12- en 18-maands op 2,41% respectievelijk 2,94%; in januari 2011 betaalde men hiervoor nog 2,95 respectievelijk 3,37%. Weber werd opgevolgd door Jens Weidmann, economisch adviseur van bondskanselier Merkel.[20] Spanje plaatste € 2,5 miljard obligaties tot 2020 op 5,20% en € 1 miljard obligaties tot 2037 op 5,96%.
- In de week van 21 februari 2011 werd in Athene (wederom) op grote schaal gedemonstreerd, gepaard gaande met forse onlusten.[21]

## Maart
- In de week van 28 februari 2011 kondigde de aantredende Ierse regering aan besprekingen te starten voor herziening van de voorwaarden van het Europese reddingsplan.[22] Ierse banken bleken wederom een (fors) beroep te doen op de overnight facility van de ECB.[23]
- In de week van 7 maart 2010 leende Portugal € 1 miljard tot september 2013 op 5,993%; in september 2010 betaalde men voor een dergelijke looptijd nog 4,086%.[24] Spanje plaatste € 4 miljard 15-jaars op 5,90%. Griekenland plaatste € 1,6 miljard zesmaands op 4,75%, wat een maand eerder nog 4,64% was. De Ierse regering kondigde een groot aantal plannen voor financieel herstel aan, waaronder onderhandelingen over verlaging van de leningen van EFSF en IMF.[25] Moody's verlaagde de rating van Spanje van Aa1 tot Aa2, met negative outlook.[26] De CDS-prijzen op de PIIGS-landen stegen sterk: die op Griekenland indiceerden een kans van 60% op een default binnen 5 jaar.[27] Bij een vergadering van de EU-leiders op 11 maart 2011 verkreeg Griekenland een verlaging van de te betalen rente met 1% en een verlenging van looptijd van de leningen van 3 jaar tot 7,5 jaar; een Iers verzoek van vergelijkbare strekking werd afgewezen omdat Ierland niet bereid was om het tarief van zijn vennootschapsbelasting te verhogen.[28] Tevens werd besloten tot verdubbeling van de omvang van de leencapaciteit van het EFSF; het EFSF kon ook staatsleningen uit emissies aankopen.[29] Portugal kreeg complimenten voor de reeds genomen maatregelen; een reddingspakket werd op dat moment niet nodig geacht. Voorts werd afgesproken dat de schuldquote van de eurolanden in 20 jaar tijd tot 60% zou worden teruggebracht.[30][31][32][33][34]
- In de week van 14 maart 2011 daalden de prijzen van CDS'en op perifere eurolanden (behalve Ierland) sterk.[35] Diverse lidstaten bleken moeite te hebben met de uitbreiding van de door hen gegarandeerde bedragen die uit de uitbreiding van het EFSF zouden voortvloeien.[36] Het IMF besloot tot uitbetaling van de volgende tranche van € 4,1 miljard van de toegezegde leningen. Moody's verlaagde de rating van Portugal met 2 notches tot A3, met "negative outlook".[37] België stelde de geplande emissie van een zesjaars-lening uit wegens "continued market uncertainty". Spanje leende € 3,2 miljard tot 2021 op 5,16% en € 911 miljoen tot 2041 op 5,88%.
- In de week van 21 maart 2011 viel de Portugese regering over de aangekondigde (verdere) bezuinigingen. Standard & Poor's verlaagde de rating van Portugal (wederom), tot BBB.[38] Discussies in Europees verband over een reddingspakket voor Portugal leidden niet tot een beslissing; gesproken werd over een bedrag van "tot € 70 miljard".[39]
- In de week van 28 maart 2011 kondigde de Ierse regering aan te streven naar een sanering van de Ierse bankensector waarbij houders van gewone (niet-achtergestelde) obligaties een offer zouden moeten brengen.[40] De Europese regeringsleiders besloten op 24 en 25 maart het EFSF een permanente status te geven in de vorm van het European Stability Mechanism, dat medio 2013 in werking zou treden. S&P verlaagde de rating van Portugal met twee notches tot BBB-, zijnde de laagste rating van "investment grade",[41] en de rating van Griekenland met eveneens twee notches tot BB-, zijnde drie treden beneden "investment grade".[42]

## April
- In de week van 4 april 2011 verlaagde Moody's de rating van Portugal van A3 tot Baa1.[43] Portugal leende zesmaands tegen 5,12% (wat begin maart 2011 nog 2,98% was) en 12-maands tegen 5,90% (wat medio maart 2011 nog 4,33% was).[44][45] Op 6 april verzocht Portugal het IMF en de EU om steun voor een bedrag dat door analisten geschat werd op circa € 75 miljard.[46][47] Spanje leende € 4,1 miljard voor drie jaar tegen 3,57%, wat een maand eerder 3,59% was.[48][49]
- In de week van 11 april 2011 startten besprekingen tussen Portugal en het IMF en de EU over de invulling van het reddingsplan.[50] De aankondiging van het reddingsplan bleek slechts een kortstondig effect te hebben gehad: koersen van Portugese staatsleningen herstelden niet verder. De Duitse minister van Financiën Schäuble sloot in een interview niet uit dat de Griekse staatsschuld geherstructureerd zou moeten worden indien in juni zou blijken dat de schuldenlast "not sustainable" zou zijn.[51] De koersen van Griekse staatsleningen daalden hierop sterk;[52] de handel in Griekse staatsleningen kwam vrijwel tot stilstand. Moody's verlaagde de rating van Ierland van Baa1 tot Baa3.[53] Na uitspraken van de Duitse plaatsvervangend minister van Buitenlandse Zaken Hoyer dat Duitsland een (vrijwillige) herstructurering van de Griekse staatsschuld zou steunen, daalden Griekse staatsleningen nog verder.[54]
- In de week van 18 april 2011 stortten de koersen van Griekse staatsleningen volledig in, op angst dat er een "debt restructuring" zou plaatsvinden, met mogelijk een "afstempeling" van bestaande leningen.[55] Uiteindelijk sloten twee- en driejaars Griekse staatsleningen op 18 april op rendement boven de 20%. De angst sloeg over op Portugese, Ierse en Spaanse staatsleningen, mede door verkiezingswinst van een anti-Europa-partij in Finland.[56] Ook op de korte rente hadden de zorgen invloed: Spanje betaalde voor € 3,5 miljard 12-maands 2,77% (was in maart 2011 2,13%) en voor € 1,15 miljard 18-maands € 3,36% (was in maart 2011 2,44%). Griekenland leende € 1,65 miljard voor 3 maanden tegen 4,1%; in februari 2011 was dit tarief nog 3,85%. Portugal leende € 680 miljoen driemaands tegen 4,05% en € 320 miljoen zesmaands tegen 5,12%. Spanje leende € 2,49 miljard tienjaars tegen 5,47%; op 17 maart 2011 lag dit nog op 5,16%. Voorts leende Spanje € 885 miljoen tot 2024 tegen 5,67%. Lars Felt, economisch adviseur van bondskanselier Merkel, zei te vrezen dat Griekenland niet aan een schuldsanering zou kunnen ontkomen. Geruchten in de financiële markten als zou een herstructurering van de Griekse staatsschuld reeds gedurende het toen aanstaande paasweekeinde bekendgemaakt worden, werden door de Griekse regering ontkend (“Such rumours are of course devoid of any substance and verge on the ridiculous.”).[57] Men gaf de justitiële autoriteiten opdracht een onderzoek in te stellen naar mogelijk strafbare handelingen; reeds enkele uren later bleek dit terug te voeren te zijn tot een e-mail van een handelaar die gewag maakte van geruchten die gerelateerd waren aan kort daarvoor begonnen sterke koersdalingen van de aandelen van Griekse banken.[58][59] De Griekse minister van Financiën herhaalde het voornemen om zo spoedig mogelijk, en niet later dan in het begin van 2012, weer terug te keren tot de kapitaalmarkt.[60] De prijzen van Griekse en Portugese CDS'en stegen (wederom) tot recordhoogten.[61] De koersen van langer lopende Griekse staatsleningen daalden in de loop van de week steeds meer tot niveaus van circa 60% (tot circa 50% voor de langstlopende leningen), hetgeen door de financiële markten werd uitgelegd als een indicatie van een verwachting dat er een schuldsanering met een korting van 40% zou plaatsvinden. De Griekse premier Papandreou beklaagde zich in een verklaring op een overheidswebsite dat rating agencies trachtten de macht over te nemen ("are seeking to shape our destiny and determine the future of our children").[62] De auteur van de gewraakte e-mail bleek een Londense effectenhandelaar te zijn, die hierover door Interpol ondervraagd zou worden, aldus de Griekse justitie.[63] Volgens de Griekse kranten Ta Nea en Isotimia zou de Griekse regering overwegen de schuldeisers een verlenging van de looptijd van bestaande leningen met gemiddeld 5 jaar aan te bieden; het Griekse ministerie van Financiën ontkende een en ander.[64] Het begrotingstekort van Portugal over 2010 werd nader geraamd op 9,1% van het GDP (was 8,6%, bij een beoogd tekort van 7,3%).[65]
- In de week van 25 april 2011 daalden de koersen van Griekse, Portugese en Ierse staatsleningen gestaag verder. Het Griekse begrotingstekort over 2010 bleek niet 9,4% te bedragen, zoals door de Griekse regering in februari 2011 gezegd, doch 10,5%, aldus Eurostat. De Ierse staatsschuld bleek, als gevolg van grootschalige steun aan het Ierse bankwezen, met ruim 30%-punt gestegen te zijn tot 96,2% van het GDP.[66] Volgens anonieme Griekse overheidsfunctionarissen zou Griekenland sinds begin 2011 circa € 2,3 miljard aan eigen staatsschuld hebben teruggekocht.[67][68] Griekse staatsleningen fluctueerden sterk, bij zeer lage omzetten.[69][70] De Europese Commissie kondigde een onderzoek aan naar de prijsvorming van CDS'en.[70][71][72]

## Mei
- In de week van 2 mei 2011 kondigde Griekenland maatregelen aan om de belastinginning te verbeteren, wat over 2011 t/m 2013 € 10,9 miljard aan inkomsten zou moeten opleveren.[73] EFSF-directeur Regling waarschuwde dat banken een herstructurering van de Griekse staatsschulden zouden willen forceren om aan de daarmee samenhangende adviesdiensten te verdienen.[74][75] De Griekse minister van Financiën Papaconstantinou suggereerde dat de door de EU verstrekte leningen (nogmaals) verlengd zouden kunnen worden en de rente (nogmaals) verlaagd zou kunnen worden.[76][77] EU-commissaris Rehn verklaarde tegenstander van een herstructurering van de Griekse staatsschuld te zijn.[78] Op 4 mei 2011 werd bekend dat Portugal met de Europese Commissie, de ECB en het IMF een steunpakket van € 78 miljard was overeengekomen, in ruil voor (verdergaande) bezuinigingen en privatiseringen.[79][80] Portugal leende € 1.12 bln driemaands tegen 4.65%, wat twee weken eerder nog 4.05% was. Tijdens een bespreking op 6 mei in Luxemburg zouden Europese regeringsfunctionarissen mogelijkheden besproken hebben voor het verschaffen van onderpand door Griekenland als zekerheid voor verdere leningen.[81] Volgens Der Spiegel zou Griekenland overwegen uit de eurozone te stappen; de gevolgen daarvan zouden echter zeer verstrekkend zijn.[82]
- In de week van 9 mei 2011 was sprake van een chaotische situatie: er deden zeer verschillende geruchten de ronde over de vraag of (met name door Duitsland) druk werd uitgeoefend op Griekenland om tot herstructurering van zijn schulden te besluiten; Griekenland ontkende dit in alle toonaarden. (De door diverse politici ingenomen standpunten wisselden bijna dagelijks.) Geluiden als zou Griekenland op korte termijn circa € 60 miljard aan steun nodig hebben of reeds toegezegd hebben werden veelvuldig vernomen. Een delegatie van IMF en EU ging in Athene onderzoeken of Griekenland in toereikende mate had voldaan aan de voorwaarden voor de uitbetaling van de volgende termijn van het steunpakket. Dit bezoek was reeds gepland; een rapport zou niet voor juni 2011 uitgebracht worden. S&P verlaagde de rating van Griekenland van BB- tot B, tot woede van de Griekse regering.[83] Griekenland verzocht de Duitse justitie een onderzoek in te stellen naar het artikel in Der Spiegel van de week ervoor.[84] Naarmate de week vorderde kregen uitlatingen gericht tegen een debt restructuring de overhand, onder meer van kanselier Merkel, ECB-bestuurslid Stark en EU-commissaris Rehn.[85] De uitspraken van Merkel weken hiermee duidelijk af van die van minister van Financiën Schäuble van enkele weken daarvoor: nu werd hulp op zich in het vooruitzicht gesteld, mits Griekenland aantoonbaar voldoende vooruitgang had geboekt. Griekenland leende € 1,6 miljard zesmaands tegen 4,88%. Op woensdag 11 mei werd in Griekenland (wederom) gestaakt.[86] De Finse (demissionaire) regering toonde zich in beginsel bereid om mee te werken aan het reddingsplan voor Portugal (van € 78 miljard).[87][88] De Luxemburgse minister Juncker verklaarde gelogen te hebben over de vergadering van de week ervoor "om erger te voorkomen".[89] Op donderdag 12 mei bleek een geheim spoedoverleg met de Tweede Kamer te hebben plaatsgevonden;[90] daags erop verklaarde minister De Jager dat de uitbetaling van de volgende tranche van de Griekse steun (van het pakket van 2010) nog niet zeker was.[91] De Bundestag ging akkoord met Duitse deelname aan het steunpakket voor Portugal. Volgens onbevestigde (doch wel door ECB-bestuurder Nowotny aangehaalde[92]) berichten zouden de inspecteurs van EU en IMF bij hun onderzoek op "moeilijkheden" zijn gestuit.[93] Bij een onderzoek van Bloomberg verklaarde 85% van de ondervraagden te verwachten dat Griekenland op enig moment zijn betalingsverplichtingen niet meer zou kunnen nakomen.[94] De Ierse minister Howlan verklaarde aan te sturen op een (aanmerkelijke) verlenging van de leningen van het Ierse steunpakket, en een aanmerkelijke renteverlaging.[95] Het IMF waarschuwde in zijn Regional Economic Outlook Europe[96] voor een overslaan van de crisis op andere eurolanden.[97] Met name de werkloosheid achtte het IMF zorgwekkend.[98]
- In de week van 16 mei 2011 keurde de EU het reddingsplan van € 78 miljard voor Portugal goed.[99] Gedurende de gehele week was er sprake van een gestage stroom geruchten omtrent Griekenland. De IMF/EU-missie zou een negatief rapport over de bereikte voortgang uitbrengen. De Griekse regering zou voornemens zijn een groot aantal ambtenaren op zeer korte termijn te ontslaan.[100] Minister De Jager achtte verkoop van Grieks staatseigendom, desnoods uitgevoerd door een ander dan de Griekse overheid, voorwaarde voor verdere steunverlening.[101] Griekenland betaalde 4,06% voor € 1,6 miljard driemaands-leningen. Europese vakbonden riepen de Europese regeringsleiders op om meer solidariteit met Griekenland te betonen.[102] Naarmate de week vorderde nam de druk op Griekenland om haast te maken met de aangekondigde € 50 miljard aan privatiseringen gestaag toe.[103] Bondskanselier Merkel zei dat de Grieken later met pensioen moesten gaan, minder vakantie moesten nemen en harder moesten werken,[104] hetgeen in Griekenland tot ongenoegen leidde. Voor een herstructurering van Griekse staatsschuld raakte de term "reprofiling" in zwang, waaronder een later aflossen van de leningen met goedvinden van de crediteuren werd verstaan. De meningen hierover waren zeer verdeeld: de EU was voorstander, doch naarmate de week vorderde bleken (leidende) ECB-functionarissen als Starck en Weidmann tegenstander te zijn. De ECB liet doorschemeren dat dergelijke "verlengde" leningen niet door de ECB als onderpand zouden worden geaccepteerd. Fitch verlaagde de rating van Griekse staatsleningen tot B+ ("highly speculative"); de koersen van Griekse staatsleningen bereikten nieuwe dieptepunten.[105] In Spanje werd gedemonstreerd tegen met name de jeugdwerkloosheid (die ruim 40% bedroeg); op de Puerta del Sol in Madrid werd een tentenkamp opgeslagen.[106]
- In de week van 23 mei 2011 plaatste S&P Italië op negative outlook.[107][108] De situatie rond de Griekse staatsschulden werd in snel tempo complexer. Het IMF bleek slechts bereid de volgende tranche van het steunpakket van 2010 uit te keren als voldoende vast stond dat de financiering van Griekenland voor de komende 12 maanden verzekerd was. Hiervoor was EU-geld nodig, maar diverse lidstaten zouden slechts bereid zijn extra leningen te overwegen indien Griekenland zeer forse extra bezuinigingen zou doorvoeren, en als het oordeel van het IMF over hetgeen tot dan toe gedaan was positief zou zijn, en het rapport daarover was vertraagd. De plannen om de looptijd van bestaande Griekse staatsschuld, met vrijwillige medewerking van de crediteuren, te verlengen werden wisselend beoordeeld: de ECB liet weten dat dergelijke verlengde leningen niet als onderpand zouden worden geaccepteerd. Voor Griekse banken zou dit betekenen dat ze niet aan een dergelijke verlenging zouden kunnen meewerken, aangezien deze voor hun financiering, naar algemeen werd aangenomen, in hoge mate waren aangewezen op de ECB. Diverse politici lieten zich over de wenselijkheid van een dergelijk verlengen op diverse momenten in tegenstrijdige termen uit.[109] Het gevolg was een patstelling.[110][111] De Griekse regering kondigde aan, haast te zullen maken met privatiseringen;[112] er werd echter betwijfeld of dit voldoende soelaas zou bieden. Een verkoop van een 10%-belang in telecombedrijf OTE aan Deutsche Telecom stuitte reeds op verzet van OTE-werknemers.[113][114] (De mogelijkheid van deze verkoop was overigens reeds eerder tussen de Griekse regering en Deutsche Telecom overeengekomen.) Demonstraties in Griekenland breidden zich uit.[115] De Griekse regering suggereerde een referendum, maar ontkende later dat van plan te zijn of te zijn geweest.[116] De Griekse EU-commissaris Maria Damanaki verklaarde dat Griekenland het risico liep uit de eurozone gezet te worden.[117] Pogingen van de Griekse regering met de oppositie overeenstemming te bereiken leden schipbreuk;[118] EU-commissaris Rehn verklaarde dat "time [was] running out".[119] De EU leende € 4,75 miljard 10-jaars en € € 4,75 miljard 5-jaars voor het financieren van de bail-outs van Ierland en Portugal. Aan het eind van de week vatte een handelaar de situatie samen met "wat een rotzooi...".

## Juni
- In de week van 30 mei 2011 zei de Ierse minister van Transport dat Ierland mogelijk meer steun nodig zou hebben,[120] hetgeen haaks stond op de positie die de Ierse regering op dat moment innam.[121] Fitch verlaagde de rating van Cyprus met 3 notches.[122] Over het lot van Griekenland werden de gehele week zeer complexe onderhandelingen gevoerd (die door een insider als "chaotisch" werden beschreven); zeer uiteenlopende geruchten deden de ronde. De Griekse minister-president liet weten door te gaan, ondanks het ontbreken van overeenstemming met de oppositie.[123] De uitbetaling van de volgende tranche van de IMF-lening zou nog geenszins zeker zijn, aangezien de EU-lidstaten zouden kunnen weigeren de financiering voor de komende 12 maanden zeker te stellen.[124] Indien een tweede steunpakket tot stand zou komen, zou dit zeer strenge condities bevatten en de crediteuren vergaande zeggenschap over de Griekse staatsfinanciën zouden geven,[125][126] waaronder supervisie over het aangekondigde privatiseringsproces.[127] Naarmate de week vorderde leken de standpunten enigszins in beweging te komen: met name Duitsland zou bereid zijn om nieuwe leningen te verstrekken.[128][129] Voor zover hoofdlijnen te ontwaren waren, behelsden deze op woensdag 1 juni 2011 dat IME en EU circa € 65 miljard aan leningen zouden verstrekken, tegen onderpand van Griekse staatseigendommen, de Griekse regering extra bezuinigingen zou treffen en voor € 50 miljard aan staatsbezit zou privatiseren, met op enige wijze ondersteuning van of namens de crediteuren, en dat crediteuren verzocht zou worden toe te zeggen dat na expiratie van bestaande leningen zij nieuwe leningen zouden verstrekken,[130][131] waarbij (blijkbaar) op enige wijze hen een voorkeursbehandeling zou worden gegeven.[132] (Deze laatste constructie was geënt op de wijze waarop de EBRD een schuldencrisis in Oost-Europa had bestreden, die bekendstond als "the Vienna Initiative";[133] door te kiezen voor opvolgende leningen in plaats van voor -in meerdere of mindere mate vrijwillige- verlenging van bestaande leningen, zou van een "event of default" geen sprake meer zijn.) De Nederlandse minister Verhagen uitte bezwaren tegen verdere steunverlening: "Het kan niet zo zijn dat in sommige landen mensen op hun 55e met pensioen gaan, in de zon gaan zitten en op de pof leven, terwijl andere landen tot hun 67e moeten doorwerken."[134] Griekse spaarders zouden op grote schaal hun geld van de bank halen.[135] Moody's verlaagde de rating van Griekenland van B1 tot Caa1.[136] De Griekse bevolking protesteerde dagelijks tegen de dreigende verdere bezuinigingen;[137] werknemers van te privatiseren staatsbedrijven protesteerden bij voorbaat.[138][139][140] Zestien Griekse parlementsleden van regeringspartij PASOK schreven de minister-president eerst een parlementair debat te willen voeren over de overeen te komen maatregelen alvorens deze met de diverse partijen definitief konden worden overeengekomen.[141] Portugal leende € 850 miljoen driemaands tegen 4,97%; op 4 mei 2011 werd daar nog 4,65% voor betaald. Op 3 juni 2011 bezetten vakbondsleden het Griekse ministerie van Financiën.[142] Moody's verlaagde de rating van acht Griekse banken. ECB-president Trichet stelde de oprichting van een ministerie van Financiën voor de EU voor.[143][144][145] Op vrijdag 3 juni 2011 werd bekend dat Griekenland een principe-akkoord had bereikt over de uitbetaling van de volgende tranche van het bestaande steunpakket, alsmede over een volgend steunpakket, onder "strikte voorwaarden".[146] Details over een nieuw steunpakket bleven echter nog schaars; het persbericht van het IMF sprak van "discussies die naar verwachting in de komende weken" zouden plaatsvinden.[147] Der Spiegel berichtte dat het nieuwe steunpakket meer dan € 100 miljard zou gaan kosten.[148]
- In de week van 6 juni 2011 werd de discussie over de Griekse staatsschuldencrisis in alle hevigheid voortgezet. Gedurende de gehele week was sprake van een grote mate van verwarring: duidelijk was dat de diverse betrokken partijen (waaronder in elk geval de Griekse regering, de Griekse oppositie, de EU, de diverse EU-regeringen, de ECB en het IMF) diepgaand van mening verschilden.[149] Tot de onderwerpen behoorden de vraag wanneer een medewerking door crediteuren aan het wijzigen van bestaande staatsleningen een "event of default" zou betekenen, ook indien dat de vorm zou aannemen van een "rollover" (waarbij crediteuren zouden toezeggen dat men expirerende leningen zou herfinancieren). Fitch en Moody's lieten weten dat een dergelijke medewerking vermoedelijk niet als "truly voluntary" kon worden beschouwd en daarmee "more likely than not" een dergelijk "credit event" zou vormen. (De implicaties daarvan zouden tamelijk verstrekkend zijn, niet slechts voor CDS-contracten doch ook voor de onderpandswaarde van Griekse staatsleningen. Daarmee kwam tevens de vraag aan de orde in hoeverre de houders van reguliere staatsleningen zouden moeten meebetalen: tot dan toe was dit vrij algemeen als onwenselijk beschouwd, doch de Duitse minister van Financiën Schäuble drong in een brief aan o.a. Trichet aan op een "a quantified and substantial contribution of bondholders to the support effort".[150][151][152][153][154] In dit voorstel zouden houders van Griekse staatsleningen ofwel die leningen met 7 jaar verlengen, ofwel reeds toezeggen dat ze na expiratie van de bestaande leningen nieuwe leningen voor 7 jaar zouden verstrekken. Hoewel details omtrent het bereikte akkoord tussen IMF, ECB en EU en Griekenland ontbraken, leidden geruchten reeds tot commotie, zowel in Griekenland[155] als elders: de Nederlandse minister van Financiën De Jager zag zich genoodzaakt te verklaren dat steun aan Griekenland "goed was voor de Nederlandse belastingbetaler". Protestacties in Griekenland breidden zich uit.[156][157] Het akkoord zou voorts voorzien in (verdere) salarisverlagingen voor Griekse ambtenaren en het ontslag van in totaal 150.000 ambtenaren tot 2015.[158] Voorts werden twijfels geuit over de vraag of de diverse staatsleningen in de portefeuille van de ECB (als belegging, als onderpand of aangekocht in het kader van de steunaankopen) wel een toereikende waarde hadden; zowel de ECB als de nationale centrale banken hielden zich op de vlakte.[159] De positie van de ECB was bij deze onderhandelingen complex. Een akkoord gaan met "reprofiling" zou de marktwaarde van Griekse staatsschulden kunnen aantasten (afhankelijk van hoe dit vormgegeven zou worden) wat tot een "bankrun" zou kunnen leiden, wat de ECB in haar hoedanigheid van hoeder van de stabiliteit van het financiële systeem zou moeten verhinderen, doch zou de waarde van Griekse staatsleningen kunnen aantasten, hetgeen gevolgen zou hebben voor zowel de onderpandswaarde van Griekse staatsleningen die door met name Griekse banken bij de ECB beleend waren, als voor de waarde van de Griekse staatsleningen (door de markt geschat op circa € 45 miljard) die door de ECB sedert mei 2010 waren aangekocht. Een niet akkoord gaan zou echter tot een "compleet" faillissement van Griekenland kunnen leiden. Het gevolg van een wel akkoord gaan met reprofiling zou echter zijn dat de ECB technisch insolvent zou zijn. Gedurende de gehele week hield de ECB aan een "harde" opstelling vast: ECB-president Trichet verklaarde niet te zullen meewerken aan een "doorrollen"van Griekse staatsleningen.[160][161][162] Hierbij speelde tevens dat de markten niet uitsloten dat een dergelijk herstructureren ook aan de orde zou kunnen komen bij Ierse en Portugese staatsleningen, aangezien die landen ook een IMF/EU-steunpakket hadden ontvangen. De totale "exposure" van de ECB op deze landen werd op ruim € 400 miljard geschat. Het IMF waarschuwde dat ook met het overeengekomen steunpakket van € 78 miljard (waarvan € 26 miljard van het IMF afkomstig was) nog "aanmerkelijke risico's" aanwezig waren.[163] De Griekse economie bleek in een forse depressie te verkeren: het GDP daalde in het eerste kwartaal met 5,5% op jaarbasis; de industriële productie bleek in april gedaald te zijn met 11,8% op jaarbasis; de werkloosheid bleek in maart gestegen te zijn tot 16,2%. De omzet van de toerismebranche bleek in het eerste kwartaal te zijn gedaald met 21% op jaarbasis.[164] De autoverkopen bleken met 43,7% te zijn gedaald.[165] De Griekse pensioenadministratie bleek enige onvolkomenheden te bevatten: een groot aantal ambtenaren ontvingen na hun overlijden nog steeds pensioen.[166] 5-jaars CDS'en op Griekenland bereikten nieuwe records: op woensdag 8 juni 2011 1495 basispunten en donderdag 9 juni 1524,8 basispunten. Op donderdag 9 juni zou de uitbetaling van de juni-tranche van de IMF-steun nog steeds onzeker zijn.[167] Duitse banken en verzekeraars bleken eind februari 2011 nog € 10,3 miljard aan Griekse leningen te bezitten; in april 2010 was dat nog € 16 miljard.[168] De EU-ministers van Financiën vergaderden telefonisch over het nieuwe reddingspakket, dat inmiddels € 90 miljard zou bedragen.[169] Op 10 juni 2011 ging het Griekse kabinet akkoord met het met de "trojka" bereikte akkoord, dat (in elk geval[170]) voorzag in extra bezuinigingen en belastingverhogingen van € 6,4 miljard en het versnellen van de privatiseringen van in totaal € 50 miljard.[171][172] De Duitse Bundestag ging in eerste lezing eveneens akkoord.[173][174][175] De Ierse NAMA kondigde plannen aan om leegstaande woningen te verkopen tegen prijzen die afhankelijk zouden zijn van de toekomstige waardeontwikkeling.[176] Moody's waarschuwde dat de Aaa-rating van het Verenigd Koninkrijk onder druk zou kunnen komen indien de aangekondigde bezuinigingsdoelen niet gehaald zouden worden.[177]
- In de week van 13 juni 2011 verlaagde S&P de rating van Griekenland tot CCC.[178] Griekenland leende zesmaands tegen 4,96%, wat in mei 2011 nog 4,88% was.(De zesmaands-tarieven voor Nederland en België lagen op dat moment op 1.23% resp. 1,39%.) Griekse blushelikopters en politiehelikopters bleven aan de grond omdat de rekening van eerder onderhoud onbetaald was gebleven.[179] Gedurende de gehele week was sprake van een uitermate chaotische situatie rond Griekenland. De koersen van Griekse staatsleningen daalden sterk; CDS-prijzen stegen tot ongekende niveaus. Op donderdag 16 juni hadden 10-jaars staatsleningen een rendement van 17,42%, en was de prijs van 5-jaars CDS'en op Griekenland 2236 basispunten. Met deze niveaus was Griekenland de slechtste staatsdebiteur ter wereld.[180] Een bijeenkomst van de EU-ministers van Financiën op 14 juni 2011 leidde niet tot overeenstemming: de posities van Duitsland (en Nederland) versus Frankrijk (en de ECB) over de noodzaak/wenselijkheid private crediteuren tot vrijwillige medewerking te bewegen bleven uit elkaar liggen.[181] Tijdens een bijeenkomst op 15 juni 2011 zouden de EU-commissarissen gewag hebben gemaakt van "a profound sense of foreboding" ("een diep gevoel van onheil"), volgens een uitgelekt verslag ervan: de Europese Commissie weigerde hier commentaar op te geven.[182] De discussies spitsten zich met name toe op de vraag naar de "haircuts" die van de houders van Griekse staatsleningen gevraagd kon worden: ECB-bestuurder Constancio verklaarde (nogmaals) tegenstander te zijn van haircuts ten laste van houders van Griekse staatsleningen, aangezien dit tot een bankencrisis zou kunnen leiden.[183] Het standpunt van de Duitse regering leek meer in de richting van het minder vrijblijvend vragen van een bijdrage te zijn. In Griekenland vonden wederom demonstraties plaats op het Syntagma-plein.[184] Wellink zei in een interview dat indien politici participatie van private crediteuren in de tweede steunronde voor Griekenland wilden, het Europese steunfonds voor de financiële sector vergroot zou moeten worden tot € 1500 miljard.[185] Het rendement op tweejarige Griekse staatsleningen steeg kortstondig zelfs tot 30%. De positie van de Griekse regering werd wankel doordat twee parlementsleden van de regeringspartij PASOK zich afscheidden.[186][187] Dit dreigde iedere oplossing te bedreigen: een val van de Griekse regering zou tot chaos leiden.[188] Op donderdag werd gesproken van een naderend "Lehman moment" in de eurozone, waarmee verwezen werd naar de chaos die op de financiële markten ontstond na het faillissement van Lehman Brothers in september 2008.[189] Het officiële standpunt van de EU op donderdag 16 juni was dat Griekenland de juli-tranche van het eerste steunpakket zou kunnen krijgen, mits het Griekse parlement zou instemmen met de in het kader van het tweede steunpakket gewenste bezuinigingen.[190] De Griekse minister van Financiën Papaconstantinou werd op 17 juni 2011 vervangen door Evangelos Venezilos, tot dan toe minister van Defensie.[191][192] Voormalig Fed-voorzitter Greenspan zei in een interview "vrijwel zeker" te zijn dat Griekenland failliet zou gaan.[193] Bondskanselier Merkel en president Sarkozy besloten op vrijdag 17 juni dat medewerking van private schuldeisers op vrijwillige basis moest gebeuren.[194][195] Op het vermoeden dat een faillissement van Griekenland in ieder geval voor enige tijd zou worden afgewend daalden de prijzen van CDS'en op Griekenland op vrijdag tot circa 1900 basispunten (wat nog steeds extreem hoog was). De marktcommentaren logen er niet om: "Greek soap opera continues [...] The gap between France/ECB and Germany on private sector involvement seems as wide as ever." (woensdag 15 juni); "[There is a] level of uncertainty beyond anything we have ever encountered" (idem); "The final ingredient of course is having Greece keep up its end of the bargain." (vrijdag 17 juni). Het EFSF kondigde een 10-jaars lening van € 5 miljard aan ter financiering van de steunverlening aan Portugal.[196] Moody's plaatste de ratings van BNP Paribas, Societe Generale and Credit Agricole op "review for downgrade" wegens hun exposure op Griekse banken.[197][198] Spanje leende € 1,3 miljard 8-jaars tegen 5,35% en € 1,5 miljard 15-jaars tegen 6,03%. Moody's plaatste de rating van Italië (Aa2) op review for downgrade.[199]
- In de week van 20 juni 2011 bleef sprake van een hoogst verwarrende situatie rond Griekenland. In de vroege ochtend van 20 juni bereikten de Europese ministers van Financiën, na een 7 uur durende vergadering, geen overeenstemming over een tweede steunpakket voor Griekenland, doch stelde men een beslissing uit tot begin juli.[200][201] Men wenste eerst de uitkomst van een vertrouwensvotum in het Griekse parlement af te wachten.[202] Men besloot wel, een eerder besluit om door het EFSF aan eurozone-landen verstrekte leningen voorrang te geven boven bestaande leningen, terug te draaien.[203][204] Ratingbureau Fitch berichtte, een vrijwillige verlenging van de uitstaande leningen toch als een "default" van Griekenland te zullen beschouwen.[205] De "vote of confidence" werd door de Griekse regeling met een kleine meerderheid overleefd.[206][207] In Griekenland werd verder gestaakt.[208] Besprekingen tussen de regeringen van diverse EU-lidstaten en Europese banken over de vrijwillige verlenging van leningen gingen van start.[209] De Griekse minister van Financiën Venezilos verzocht de "trojka" om de geëiste bezuinigingen te verminderen.[210] Op 24 juni besloten de EU-regeringsleiders tot een tweede steunpakket voor Griekenland, op voorwaarde dat de overeengekomen bezuinigingen door het parlement zouden worden goedgekeurd; de Griekse oppositieleider Samaras verklaarde echter tegenstander te zijn van verdere belastingverhogingen.[211][212] Het Verenigd Koninkrijk leverde geen bijdrage.[213] Marktpartijen en academici uitten twijfels aan de haalbaarheid van het aangekondigde bezuinigings- en privatiseringsprogramma (mede omdat het Griekse kadaster grote onvolkomenheden vertoonde),[214][215] verwachtten dat een crisis als deze zich regelmatig zou herhalen[216] en betwijfelden of een algeheel faillissement nog voorkomen zou kunnen worden.[217] ECB-president Trichet waarschuwde voor een overslaan van de staatsschuldencrisis naar de bankensector.[218] Het IMF bracht een gematigd positief rapport uit over Spanje; men riep met name op tot verdere hervorming van de arbeidsmarkt en sanering van de bankensector.[219] Het EFSF plaatste een vijfjaars-lening van € 3 miljard voor de financiering van de steunverlening aan Portugal.
- In de week van 27 juni 2011 lanceerden Franse banken en de Franse regering een plan voor het omzetten van een deel van de Griekse staatsschuld, ter invulling van de "voluntary debt rollover". 30% van vervallende staatsleningen zou normaal terugbetaald worden, 70% zou vervangen worden door 30-jarige leningen (met een coupon van 5,5% plus de groei van het Griekse GDP, met een minimum van 0% en een maximum van 2,5%), en 20% zou belegd worden in 30-jarige leningen ten laste van het EFSF; de coupon op de laatste leningen zou niet uitgekeerd worden doch worden toegevoegd aan de hoofdsom, die na 30 jaar circa 3,5 keer zo hoog zou zijn. Het EFSF zou dit geld in AAA-leningen beleggen.[220] Op woensdag 29 juni stemde het Griekse parlement over de bezuinigingsplannen (van in totaal € 28 miljard aan bezuinigen en belastingverhogingen); zowel voor, tijdens als na de stemming vonden (soms ernstige) ongeregeldheden plaats rond het parlementsgebouw.[221][222][223] Nadat in de voorafgaande dagen diverse parlementsleden hadden laten doorschemeren van standpunt te gaan wisselen,[224][225] werden de bezuinigingen aangenomen met 155 stemmen voor, 138 tegen, 5 onthoudingen en 2 afwezigen.[226][227] CDS'en op Griekenland daalden hierop sterk; ook bij de andere perifere landen was een ontspanning waarneembaar. Op donderdag 30 juni nam het Griekse parlement de fiscale plannen voor 2012 - 2015 aan, waarin de bezuinigingen nader uitgewerkt werden,[228][229][230] terwijl verder gestaakt werd.[231] Het Franse voorstel voor een "voluntary debt rollover" leek steun te krijgen van Duitse zijde,[232] terwijl ratingbureaus in ieder geval niet direct negatief reageerden.[233] De Italiaanse regering kondigde € 47 miljard aan bezuinigingen aan, die echter slechts voor € 7 miljard betrekking hadden op 2011 en 2012.[234] Op 2 juli besloten de Europese ministers van Financiën tot de uitbetaling van het EU-aandeel van de juli-tranche van het eerste noodpakket aan Griekenland (€ 8,7 miljard van in totaal € 12 miljard); over het tweede noodpakket (dat € 85 miljard zou kunnen bedragen) werd nog geen beslissing genomen. Aan het Franse voorstel voor het doorrollen van vervallende leningen werd een tweede optie toegevoegd, inhoudende een verlenging van 90% van vervallende leningen voor vijf jaar, doch zonder garantie van Europa.[235][236]

## Juli
- In de week van 4 juli 2011 spitste de discussie rond de rollover van Griekse staatsleningen zich toe op de vraag of de rating agencies dit als een default zouden beschouwen. S&P verklaarde de condities van het (eventuele) verlengen van Griekse staatsleningen als zodanig slechter voor de houders te beschouwen dat men verwachtte dit als een "default" te zullen beschouwen.[237][238][239][240] Mogelijk zou een verlenging de vorm aannemen van een "technical default" die dan slechts een korte periode zou duren (te weten totdat de rollover afgehandeld zou zijn), waarna de bestaande rating (of zelfs mogelijk een iets hogere rating) van toepassing zou kunnen zijn. Voor de ECB zou dit betekenen dat men volgens de eigen regels die nieuwe leningen als collateral zou kunnen accepteren; de ECB leek hierbij de meest gunstige rating te zullen hanteren.[241][242] De ISDA liet zich in relatief positieve termen uit.[243] Juncker waarschuwde ervoor de Grieken voor het hoofd te stoten bij de uitvoering van de bezuinigingen; de Grieken dienden echter wel rekening te houden met enige vorm van buitenlandse interventie en verlies van soevereiniteit.[244] In Duitsland en Finland werd steeds meer kritiek geuit op de omvang van de (nieuwe) steun aan Griekenland.[245][246][247] Het Duitse Bundesverfassungsgericht behandelde een rechtszaak waarin een aantal Duitse hoogleraren bezwaar maakten tegen de Duitse steun aan Griekenland, die volgens hen in strijd zou zijn met zowel de Duitse grondwet als met het EU-verdrag; opmerkelijk was dat de Duitse minister van Financiën Schäuble zelf bij de mondelinge behandeling aanwezig was.[248][249] De Griekse minister van Financiën Venizelos verklaarde te verwachten dat Griekenland medio 2014 weer zou kunnen terugkeren naar de financiële markten.[250][251] De handel in Griekse staatsleningen was nagenoeg geheel tot stilstand gekomen: op 4 juli 2011 werd voor het verwaarloosbare bedrag van € 2 miljoen verhandeld. Moody's verlaagde de rating van Portugal met vier notches van Baa1 tot Ba2 op grond van twijfels of Portugal een tweede bailout zou kunnen vermijden.[252][253] Diverse politici uitten kritiek op deze ratingverlaging.[254] Niet uitgesloten werd dat Ierland ook een ratingverlaging zou krijgen.[255] De Italiaanse regering schrapte uit het wetsvoorstel omtrent bezuinigingen een bepaling waarde Fininvest (eigendom van premier Berlusconi) een boete van € 750 miljoen, opgelegd wegens omkoping van een rechter, kwijtgescholden werd.[256] Op 6 juli daalden de koersen van Portugese en Ierse staatsleningen zeer sterk. Op donderdag 7 juli daalden met name de koersen van Ierse staatsleningen gestaag verder. De ECB berichtte niet langer vast te houden aan de minimum ratingeisen voor de beleenbaarheid van Portugese staatsleningen.[257][258] ECB-president Trichet wees opnieuw een default van Griekse staatsleningen (ook een zeer tijdelijke default) af.[259] Portugal leende € 848 miljoen driemaands tegen 4,93%: meer dan wat Duitsland voor 30-jaars leningen betaalde. Minister De Jager zei in een interview dat de financiële sector mogelijk gedwongen zou moeten worden tot vrijwillige medewerking aan het saneren van de Griekse staatsschuld. De gezamenlijke crediteuren van Griekenland bereikten geen overeenstemming over een gezamenlijk standpunt; verdere besprekingen werden uitgesteld tot september 2011.[260] Voor Griekse eilanden bleek van Turkse zijde interesse te bestaan.[261] Op vrijdag daalden met name de koersen van Italiaanse staatsleningen zeer sterk.[262][263] Het IMF keurde de uitbetaling van de juli-tranche van het eerste steunpakket aan Griekenland (voor het IMF EUR 3,2 miljard) goed.[264][265] De Griekse regering besloot een besluit over het aanvaarden van het tweede steunpakket eerst eind september te nemen, nadat de EU en het IMF een besluit zouden hebben genomen.[266] De liberalisatie van een groot aantal Griekse bedrijfstakken bleek vertraging op te lopen;[267] het Griekse kadaster bleek dermate incompleet dat men besloot de hulp van private partijen in te roepen.[268]
- In de week van 11 juli vergaderden op maandag de EU-ministers van Financiën op maandag over het tweede steunpakket voor Griekenland; de vergadering werd overschaduwd door zorgen over de recente koersdalingen van Italiaanse staatsleningen.[269] Italiaanse 10-jaars leningen bereikten een rendement van 5,55%; een analist wees er op dat Griekenland, Portugal en Ierland genoodzaakt waren geweest om IMF- en EU-steun te vragen nadat het rendement van hun 10-jarige staatsleningen tot boven 7% was gestegen.[270] Voorts bleek over het Franse plan voor een voluntary debt rollover, zowel als daarop inmiddels ontwikkelde varianten, geen overeenstemming te worden bereikt. Op 11 juli daalden de koersen van Italiaanse en Spaanse staatsleningen zeer sterk,[271] om op 12 juli weer enigszins te stabiliseren.[272] Een default van Griekenland, in enigerlei vorm, werd door diverse politici niet langer voor onmogelijk gehouden,[273] hoewel Juncker dit tegensprak. Italië leende € 6,75 miljard 1-jaars tegen 3,67%; op 10 juni werd daarvoor nog 2,15% betaald.[274] De financiën van de Griekse regering bleken nog steeds te verslechteren: de uitgaven stegen en de inkomsten daalden.[275] De Griekse premier beklaagde zich in een open brief aan Juncker over het gebrek aan medewerking van Europa.[276][277] De Griekse viceminister van Financiën Economou waarschuwde dat de beoogde 50 miljard aan privatiseringen niet gehaald zou worden.[278] Moody's verlaagde de rating van Ierland van Baa3 tot Ba1, met negative outlook.[279] Geruchten over een terugkoopprogramma van Griekse staatsleningen werden gestaag sterker;[280][281] ECB-bestuurder Weidmann was hier mordicus op tegen.[282] Geruchten over een extra EU-top op vrijdag 15 juli bleven onduidelijk; Duitsland zei daar geen behoefte aan te hebben.[283] Fitch verlaagde de rating van Griekenland tot "junk".[284][285] De ECB verwachtte dat de Griekse staatsschuldquote zou toenemen tot ruim 160%.[286] Hierbij speelde vooral dat een afwaardering van Griekse staatsleningen zou leiden tot de noodzaak van extra staatssteun voor Griekse banken; de mogelijkheid van een tijdelijke wanbetaling ("selective default") werd steeds vaker uitdrukkelijk genoemd.[287] Een eurotop bleek niet in het weekend van 16 en 17 juli plaats te vinden. De Spaanse en Duitse ministers van Financiën spraken van een algehele eurorisis.[288] Het Italiaanse parlement nam het bezuinigingspakket van € 42 miljard aan. De European Banking Authority publiceerde de resultaten van de stresstest: 8 van de 90 onderzochte banken bleken een onvoldoende kapitaal te hebben;[289] men bleek rekening te hebben gehouden met een afschrijving op Griekse staatsleningen van 25%.[290] De Griekse regering verlengde het verhoogde bedrag van de depositogarantieregeling tot 2015, in een poging de uitstroom van spaargeld te stoppen.
- In de week van 18 juli 2011 was (wederom) sprake van een zeer gespannen situatie rond Griekenland. De koersen van Griekse staatsleningen daalden verder: bij de lening 4,3% per maart 2013 was op maandag 18 juli zowel de koers als het rendement 73%, een voor zover bekend unieke situatie. CDS'en op Griekenland stegen tot 2500 basispunten. Er werd een EU-top aangekondigd voor donderdag 21 juli; in de aanloop ernaar werd achter de schermen gewerkt aan diverse varianten voor steun.[291][292] Het uitgeven van "Eurobonds" (obligaties voor gezamenlijke rekening van de eurozone-landen) werd als mogelijkheid genoemd; er werd echter op gewezen dat dit voor Duitsland tot miljarden extra rentelasten zou leiden.[293] ECB-president Trichet hield vast aan het standpunt dat een "selective default" niet geaccepteerd zou worden;[294] ECB-bestuurder Nowotny leek een genuanceerder standpunt in te nemen doch kwam daarvan terug.[295] Bundesbank-president (en ECB-bestuurder) Weidmann hield vast aan een "harde lijn".[296] Griekenland leende € 1,6 miljard driemaands op 4,58%. Bondskanselier Merkel waarschuwde dat op die EU-top geen onmiddellijke en complete oplossing te verwachten was.[297] In Griekenland staakten taxichauffeurs[298] alsmede artsen en verplegend personeel.[299] Othmar Issing, voormalig chief economist van de ECB zei dat Griekenland uit de eurozone diende te stappen.[300] De stemming op de financiële markten was uiterst onzeker, met grote koersschommelingen.[301][302] Op 21 jul 2011 werd (onder grote druk van de financiële markten) door de EU-regeringsleiders een akkoord bereikt dat voornamelijk betrekking had op Griekenland, doch ook beoogde de "besmetting" op andere lidstaten (met name Spanje en Italië) beoogde tegen te gaan.[303][304][305] Griekenland kreeg een tweede steunpakket (van EU en IMF) van in totaal € 109 miljard; toekomstige EU-leningen zouden langere looptijden hebben (15 tot 30 jaar) en een lagere coupon (circa 3,5%). De financiële sector zou voor € 37 miljard bijdragen (waarbij werd gesteld dat Griekenland een "exceptional and unique solution" vergde).[306][307] Voor het probleem van de "selective defaults" leek een oplossing gevonden te zijn. De werkingssfeer (doch niet de omvang) van het EFSF werd uitgebreid. Alle lidstaten zeiden toe hun begrotingstekorten uiterlijk in 2013 tot minder dan 3% te hebben teruggebracht. De rente op bestaande en toekomstige leningen aan Ierland en Portugal werd eveneens teruggebracht tot 3,5%. Het resultaat werd door de financiële markten in hoofdzaak positief ontvangen;[308] de markten wezen er echter op dat voor een succes op langere termijn een sterke groei in de perifere landen noodzakelijk bleef, alsmede dat de extra activiteiten van het EFSF tot een verzwaring van de garanties van de sterkere eurolanden leidden, en daarmee uiteindelijk tot mogelijke extra lasten voor die landen.[309] CDS'en op Griekenland daalden op 22 juli met circa 500 bp.[310] De privatisering van Griekse staatseigendommen bleek reeds vertraging te ondervinden.[311] De aanvankelijke euforie op de obligatiemarkten begon echter reeds op vrijdagmiddag alweer weg te ebben.
- In de week van 25 juli 2011 verlaagde Moody's de rating van Griekenland met drie notches.[312] Enkele dagen later verlaagde Moody's de rating van Cyprus tot Baa1.[313] Vanaf woensdag begonnen Spaanse en Italiaanse staatsleningen te dalen op twijfels of het EFSF, mocht het zo ver komen, wel in staat zou zijn om ook deze landen te redden. De Duitse minister van Financiën schreef dat de uitbreiding van het EFSF niet met zich meebracht dat het EFSF daarmee een blanco volmacht had voor het opkopen van bestaande staatsleningen:[314] hoewel dit reeds bekend was, leidde dit tot een kortstondige paniek op de markten. S&P liet weten een verdere ratingverlaging van Griekenland te verwachten:[315] de omwisseling van Griekse schulden zou wel als een "default" worden gezien.[316] Paulo Noguira Batista, de Braziliaanse vertegenwoordiger in het IMF, uitte kritiek op de omvang van de deelname van het IMF in het tweede Griekse reddingsplan.[317] Het omwisselingsplan bleek nog vele onduidelijkheden te bevatten, die een exacte inschatting van de omvang van de "haircut" bemoeilijkten.[318] Griekse taxichauffeurs blokkeerden de haven van Pireaus.[319] De Griekse regering kondigde plannen aan de privatisering te versnellen.[320][321] Moody's plaatste Spanje op "review for downgrade"[322][323] en verlaagde de ratings van zes Spaanse regios'. De Spaanse regering schreef vervroegde verkiezingen uit.[324] Op vrijdag 29 juli deed een gerucht de ronde dat China belangstelling zou hebben voor het opkopen van Griekse staatsschuld,[325] alsmede een gerucht dat Italië zou overwegen niet deel te nemen aan de tweede bailout van Griekenland.[326][327][328] De Griekse belastingdienst schortte betalingen op tot na de maandultimo "in an effort to make its budget figures look better".[329] De Franse bank Credit Agricole kondigde een voorziening aan van € 850 miljoen wegens te verwachten verliezen op Griekse staatsleningen.[330] Standard & Poor's schreef in een rapport te verwachten dat meerdere Deense banken in moeilijkheden zouden kunnen komen als gevolg van riskant gebleken leningen tijdens een kortstondige onroerendgoedhausse van 2005 tot 2007. Gedurende de gehele week was sprake van een zeer nerveuze stemming op de obligatiemarkten.[331]

## Augustus
- In de week van 1 augustus 2011 kondigde de EU de instelling van een task force aan die zou toezien op de wijze waarom Griekenland de overeengekomen bezuinigings- en privatiseringsplannen zou doorvoeren; de Griekse oppositieleider Samaras kondigde aan tegen de tweede bailout te zullen stemmen.[332] De Nederlandse minister van Financiën De Jager bleek in zijn rapportage aan de Tweede Kamer de overeengekomen tijdelijke garantie voor Griekse staatsleningen (nodig om de ECB in staat te stellen om tijdens een omwisselingsprocedure nog Griekse staatsleningen als onderpand te accepteren) niet gemeld te hebben.[333] Op dinsdag 2 augustus liepen de rendementen op Spaanse en Italiaanse staatsleningen 's ochtends wederom verder op.[334] De zorgen over de Spaanse en met name Italiaanse overheidsfinanciën verdwenen echter niet[335][336] De Franse bank Société Générale kondigde een afwaardering van € 395 miljoen op zijn Griekse staatsleningen aan.[337] EU-commissievoorzitter Barroso verklaarde dat de recente ontwikkeling een "reden tot diepe zorg" was. Spanje leende op 4 augustus € 2,2 miljard driejaars op 4,81%, wat op 7 juli 2011 nog 4,29% was, en € 1,1 miljard vierjaars op 4,98%. ING schreef € 310 miljoen af op zijn Griekse staatsleningen.[338] De ECB besloot op 4 augustus tot het heropenen van het aankooprogramma van bestaande staatsleningen. Zowel de ECB als een aantal nationale centrale banken kochten (reeds tijdens de persconferentie van Trichet) staatsleningen, doch dit had slechts een kortstondig effect op de markten. Voorts besloot de ECB tot het verlenen van onbeperkte liquiditeitssteun aan het bankwezen (“long term refinancing operation”) voor zes maanden.[339]
- In de week van 8 augustus 2011 kondigde de ECB aan, Spaanse en Italiaanse staatsleningen te zullen opkopen, en ving daarmee direct aan, hetgeen leidde tot forse koersstijgingen van die leningen (de rendementen daalden met circa 100 basispunten). De Italiaanse regering kondigde aan de voorgenomen bezuinigingen te zullen versnellen. Aandelenbeurzen lieten forse koersfluctuaties zien, mede door tegenvallende macro-economische cijfers. Aandelen van banken daalden zeer sterk.[340] Commerzbank rapporteerde over het tweede kwartaal een vrijwel geheel verdwijnen van de winst door afwaarderingen van € 760 miljoen op Griekse staatsleningen.[341] Fitch verlaagde de rating van Cyprus tot BBB met negative outlook.
- In de week van 15 augustus debatteerde de Tweede Kamer, van reces teruggeroepen, met premier Rutte en minister De Jager over de wijze waarop de Kamer geïnformeerd was over het tweede steunpakket aan Griekenland: de Kamer accepteerde de excuses van de premier. De ECB bleek in de voorafgaande week voor € 22 miljard aan staatsleningen te hebben gekocht: een veel groter bedrag dan de markten hadden verwacht. Bondskanselier Merkel en president Sarkozy ontvouwden plannen voor een centraal economisch bestuur van de gehele eurozone; voorts zouden de eurolanden in hun grondwet een verplichting tot een sluitende begroting moeten opnemen.[342][343] De groei in de eurozone bleek vrijwel geheel tot stilstand te zijn gekomen, vooral door dalingen in Frankrijk en Duitsland. De Finse minister van Financiën berichtte met Griekenland overeengekomen te zijn dat Finland voor zijn deelname in het tweede steunpakket zekerheden van Griekenland zou ontvangen; diverse andere landen reageerden hier gepikeerd op.
- In de week van 22 augustus bleek er tussen Finland en Griekenland nog geen juridisch bindende overeenkomst te bestaan; de Finse regering bleek echter vast te houden aan de eis van het stellen van zekerheden, aangezien dit door het Finse parlement als voorwaarde voor het goedkeuren van Finse deelname aan het steunpakket was gesteld. De ECB bleek in de voorgaande week voor € 14,3 miljard aan Spaanse en Italiaanse staatsleningen gekocht te hebben. De Duitse minister van Arbeid Ursula von der Leyen zei in een interview prijs te stellen op goud of staatsdeelnemingen als onderpand voor verdere steunverlening.[344][345] De Duitse bondspresident Wulff zei te betwijfelen of het aankopen van staatsleningen door de ECB in overeenstemming was met het EU-verdrag.[346] De complicaties rond het tweede reddingsplan voor Griekenland leidden tot een hernieuwde koersdaling van Griekse staatsleningen.[347]
- In de week van 29 augustus publiceerde Griekenland de definitieve voorwaarden voor de vrijwillige omwisseling.[348][349][350] De IASB schreef dat banken te lage afschrijvingen deden op Griekse staatsleningen.[351][352] De Spaanse regering stelde voor een verplichting tot een sluitende begroting in de grondwet op te nemen.[353][354] De ECB ging dagelijks voort met het opkopen van met name Italiaanse staatsleningen. Een commissie van het Griekse parlement rapporteerde dat de overheidsfinanciën snel verslechterden en dat de regering de greep erop verloren had;[355] de reactie van de minister van Financiën, inhoudende dat de commissie geen enkel verstand van economie had, leidde tot het aftreden van de voorzitter van de commissie.[356] Binnen het Griekse kabinet bleken enige meningsverschillen te ontstaan.[357] De Griekse regering kondigde aan de namen van ruim 15.000 personen en ondernemingen te zullen publiceren die in totaal € 37 miljard aan belastingschulden gedurende meer dan een jaar onbetaald hadden gelaten. De inspecteurs van EU, IMF en ECB die tot taak hadden te rapporteren of de Griekse maatregelen voldoende waren om de uitbetaling van de volgende tranche van het eerste steunpakket te rechtvaardigen, braken hun onderzoek in Athene af.[358]

## September
- In de week van 5 september 2011 waarschuwde het IMF dat de wereldeconomie in een neerwaartse spiraal dreigde te komen. Het IMF berichtte een "harde default" van Griekenland te verwachten.[359] De koersen van Italiaanse staatsleningen daalden op 5 september zeer sterk, ondanks steunaankopen van de ECB.[360] ECB-bestuurders Trichet en Draghi drongen aan op snelle een doortastende bezuinigingen in Italië. De Griekse regering ontkende dat er een conflict was met de inspecteurs van de "trojka";[361] men erkende echter dat de privatiseringsopbrengsten niet volgens plan liepen.[362] Van Rompuy sloot uit dat Griekenland de eurozone zou verlaten.[363] Het rendement op Griekse 1-jaars staatsleningen steeg tot circa 80% (overigens zonder enige omzet). De Duitse regering toonde zich streng: Griekenland zou, indien men zich niet aan de afspraken zou blijken te hebben gehouden, de volgende tranche van het eerste steunpakket niet mogen ontvangen, aldus Merkel en Schäuble.[364][365] Op dinsdag en woensdag herstelden de koersen van Italiaanse staatsleningen weer grotendeels; de ECN ging voort met het opkopen van met name Italiaanse staatsleningen. Pogingen van Duitsland, Finland en Nederland om een akkoord te bereiken over onderpanden voor Griekse leningen hadden geen succes.[366] Het Duitse Bundesverfassungsgericht oordeelde dat de steunpakketten zich in hoofdzaak verdroegen met de Duitse grondwet, doch versterkte de positie van het Duitse parlement in zoverre dat in de toekomst bij iedere stap binnen een steunpakket de toestemming van de desbetreffende parlementscommissie als eis werd gesteld.[367][368] Volgens een Griekse krant zou het omruilprogramma voor Griekse staatsleningen een respons hebben van 75%, lager dan de door de Griekse regering verlangde 90%.[369] De Italiaanse senaat nam een (weer verdergaand) bezuinigingsplan aan, dat onder meer voorzag in het verhogen van de pensioenleeftijd voor vrouwen van 60 tot 65 jaar.[370] EFSF-directeur Regling zei dat het Griekse steunprogramma niet zou werken ("doomed"); over Ierland liet hij zich in positieve bewoordingen uit.[371] De aangekondigde nieuwe bezuinigingen in Griekenland leidden tot nieuwe stakingen, onder andere van belastingambtenaren.[372] De EU bereikte overeenstemming over strengere toepassing van de sancties bij het niet-naleven van begrotingsregels.[373] ECB-bestuurder Stark nam onverwacht ontslag, officieel om persoonlijke redenen[374] doch naar algemeen werd aangenomen omdat hij zich niet kon verenigen met het opkoopprogramma van staatsleningen.[375][376] De Griekse regering kondigde inderhaast nieuwe bezuinigingen aan, onder meer een verhoging van de belasting op onroerend goed (te innen via een opslag op de elektriciteitsrekening);[377][378] ook hiertegen werd gedemonstreerd.[379] CDS'en op Griekenland stegen tot 3500 basispunten: het risico op een faillissement van Griekenland binnen 5 jaar werd hiermee op nagenoeg 100% geraamd. De Duitse minister van Economische Zaken Rössler schreef in een artikel in Die Welt dat Europa moest streven naar een procedure voor een "ordelijk faillissement" van een euroland.[380]
- In de week van 12 september daalden aandelen van Europese banken (met name Franse) sterk op vermoedens dat deze grote verliezen zouden gaan lijden bij een faillissement van Griekenland.[381] Het rendement op tweejaars Griekse staatsleningen steeg tot 62%; het rendement op eenjaars-leningen tot boven 100%. Italië leende 12-maands op 4,15%, wat in augustus 2,96% was.[382] De Griekse viceminister van Financiën Filippos Sachinidis verklaarde dat bij een uitblijven van de volgende tranche van het eerste reddingsplan Griekenland medio oktober geen geld meer zou hebben.[383] De Griekse regering kondigde aan een aantal betalingen (onder meer aan ziekenhuizen) te zullen opschorten om aan middelen te komen om andere schulden te betalen.[384] De vakbond van het personeel van het Griekse staatselektriciteitsbedrijf kondigde aan de incasso van de daags ervoor aangekondigde belasting te zullen saboteren.[385] Op maandag 12 september sloten CDS'en op Griekenland op 4821 basispunten; volgens de gebruikelijke formule zou dit impliceren dat de kans op een faillissement van Griekenland binnen de 5-jaars looptijd van een dergelijk contract op 98% werd geschat. Banken bleken bij de ECB "overnight" € 197,8 miljard te hebben gestald. Op dinsdag 13 september daalden de aandelen van Franse banken wederom sterk.[386] Italië leende 5-jaars op 5,68%, wat in juli 2011 nog 4,93% was; niet het gehele beoogde bedrag werd geleend. De Italiaanse regering bleek met China gesprekken te hebben gevoerd over de mogelijkheid van uitbreiding van Chinese investeringen in Italië.[387][388] De ECB kondigde aan samen met de Federal Reserve de markten te zullen voorzien van dollars, in de vorm van driemaands-leningen, over de jaarultimo heen.[389][390] Het Italiaanse Huis van Afgevaardigden nam de bezuinigingsplannen aan. EU-commissievoorzitter Barroso zei zeer binnenkort een plan voor de emissie van Eurobonds te zullen presenteren;[391] de reacties waren echter lauw.[392] In Griekenland werd een online campagne tegen de aangekondigde verhoging van de belasting op onroerend goed gestart.[393] EU-commissaris Rehn riep op tot sterke verlagingen van de Griekse loonkosten om de internationale concurrentiepositie te verbeteren.[394] De handel in Griekse staatsleningen lag geheel stil.[395] Moody's verlaagde de ratings van de Franse banken Credit Agricole en Société Générale.[396][397] Op woensdag 14 september bespraken Merkel, Sarkozy en Papandreou telefonisch de crisis; na afloop verklaarden beiden eerst dat "Griekenland in de euro diende te blijven".[398][399][400] De EU emitteerde een 10-jaarslening voor de financiering van de steun aan Portugal, die door beleggers met weinig enthousiasme ontvangen werd. Op vrijdag 16 september vergaderden de Europese ministers van Financiën in Wroclaw; (zeer) opmerkelijk was dat ook de Amerikaanse minister van Financiën Geithner deelnam.[401] Op de agenda stond in elk geval het conflict rond het verschaffen van onderpand voor verdere leningen aan Griekenland; de Finse minister van Financiën Jutta Urpilainen verwachtte voor aanvang van de bijeenkomst geen snelle oplossing.[402] Geithner drong aan op verdere stimuleringsmaatregelen doch dit werd niet overgenomen.[403] Eurogroup-voorzitter Juncker maakte bekend dat een besluit over de uitbetaling van de september-tranche van het eerste steunpakket aan Griekenland ad € 8 miljard eerst begin oktober zou worden genomen.[404] Verdere besluiten werden niet genomen. In Griekenland werd verder gestaakt. Aan het einde van de week was in zoverre sprake van een verschuiving van standpunten dat een "ordelijk faillissement" ("orderly default") van Griekenland niet meer als ondenkbaar of taboe gold; hoe een dergelijk proces dan zou verlopen bleef overigens onduidelijk. Het gebrek aan resultaten was voor Papandreou reden een geplande reis naar Washington (voor overleg met Lagarde en Geithner) af te breken (hij was al onderweg naar Londen) en terug te keren naar Griekenland.[405][406] Venizelos achtte (niet nader aangeduide) speculanten schuldig aan de crisis.[407]
- In de week van 19 september 2011 berichtte de Griekse kant To Vima dat de trojka de Griekse regering had verzocht de pensioenen van gerechtigden jonger dan 55 jaar per direct stop te zetten. Het Finse True Finns-parlementslid Halla Aho riep op tanks naar Griekenland te sturen.[408] De trojka riep bij monde van IMF-vertegenwoordiger Traa op tot een sterke reductie van de Griekse overheidssector.[409][410] S&P verlaagdde de rating van Italië van A+ tot A;[411][412] de Italiaanse premier Berlusconi reageerde (zeer) ontstemd[413] en twee Italiaanse consumentenorganisaties, Adusbef en Federconsumatori, kondigden juridische stappen tegen S&P aan. CDS'en op Italië stegen opmerkelijk sterk, tot boven 500 basispunten. Een telefonische bespreking op maandagavond 19 september tussen Venizelos en de trojka werd "productief en inhoudelijk" genoemd, maar leidde niet tot overeenstemming;[414][415] besloten werd dinsdagavond verder te onderhandelen. CDS'en op Griekenland sloten op 19 september op bijna 6000 basispunten.[416] Een Chinese staatsbank bleek de relaties met een aantal (niet nader aangeduide) Franse banken bevroren te hebben.[417] Op 20 september 2011 berichtte de Griekse krant Kathimerini dat de Griekse regering van plan zou zijn een referendum te organiseren over de vraag over Griekenland de euro moest verlaten.[418] Dit werd (eerst enkele uren later) ontkend, doch men kondigde wel een omvangrijke sanering van het ambtenarenapparaat aan;[419] de ambtenarenvakbond kondigde acties aan.[420] Griekenland leende € 1,6 miljard driemaands op 4,56%.[421] De ECB bleek per 16 september in totaal voor € 212 miljard aan staats- en andere leningen te hebben gekocht.[422] In het tweede telefoongesprek tussen de Griekse minister van Financiën en de trojka op 20 september zouden diverse (forse) bezuinigingen zijn beloofd;[423] het persbericht beperkte zich tot de mededeling dat de inspecteurs van de trojka weer zouden terugkeren naar Griekenland.[424][425][426] Na een kabinetsberaad werd besloten pensioenen vanaf € 1.200 per maand met 20% te korten, en pensioenen van gepensioneerden beneden 55 jaar met 40% vanaf € 1.000 per maand. Circa 30.000 ambtenaren zouden in een arbeidspool worden geplaatst, waaruit ze na verloop van tijd zouden kunnen worden ontslagen.[427] De ECB kondigde op 21 september aan de regels voor onderpanden voor bij de ECB opgenomen leningen te wijzigen: ook niet-genoteerde leningen werden geaccepteerd, doch leningen ten laste van kredietinstellingen konden slechts 5% van het totale onderpand vormen in plaats van 10%.[428] Op donderdag staakten in Athene het openbaar vervoer en de taxi's.[429] Hoogleraar Kenneth Rogoff waarschuwde in een interview met het Handelsblatt voor een "bankrun" op Zuid-Europese banken.[430] Moody's verlaagde de rating van acht Griekse banken met twee notches, met negative outlook.[431] Naarmate de week vorderde, bleek uit uitlatingen van diverse beleidsmakers (in Europa en bij het IMF) dat men rekening hield met een verdere escalatie.[432][433] Op vrijdag bleek dat zowel in Griekenland als elders de mogelijkheid van een default erkend werd, onder meer door DNB-president Knot.[434][435] De stemming in het Griekse parlement over de bezuinigingen werd uitgesteld van donderdag tot dinsdag: naar verluidt zouden enkele PASOK-parlementsleden van plan zijn tegen te stemmen, waarmee de zeer krappe meerderheid in het parlement in gevaar kwam.[436] Aan het eind van de week was sprake van een zeer gespannen en onzekere stemming op de financiële markten.[437] In het weekend van 24 en 25 september werd tijdens de jaarvergadering van het IMF gesproken over een grootschalige aanpak van de staatsschuldencrisis; genoemd werd een eerder in werking laten treden van het ESM,[438][439] een zeer omvangrijke verhoging van de omvang van het EFSF (tot € 2.000 miljard of meer)[440] en een afschrijving van 50% van de Griekse staatsschuld. De uitbreiding van het EFSF zou de vorm aan nemen van het verkrijgen van de bankstatus, waarna men verstrekte leningen (en mogelijk ook aandelen in banken, gekocht in het kader van een herkapitalisatie van banken) bij de ECB als onderpand zou kunnen gebruiken voor door de ECB te verstrekken leningen, waarmee met nieuwe leningen zou kunnen verstrekken, die dan wederom als onderpand bij de ECB gebruikt zouden kunnen worden.[441]
- In de week van 26 september 2011 liet S&P weten dat een dergelijke uitbreiding van het EFSF de rating van Duitsland in gevaar zou kunnen brengen.[442][443] De uitbetaling van de € 8 miljard, nodig om Griekenland niet, zoals werd aangenomen, medio oktober failliet te laten gaan, bleek nog niet rond te zijn; ook was volgens Rehn niet zeker of er op 3 oktober wel een beslissing over genomen zou worden.[444] Merkel (die onder behandeling bleek voor hoge bloeddruk) sloot niet uit dat na de totstandkoming van het ESM Griekenland wel zou defaulten.[445] Op dinsdag 27 september nam het Griekse parlement de wet omtrent de verhoging van de belasting op onroerend goed aan; andere onderdelen van het meest recente bezuinigingspakket zouden eerst later aan de orde komen.[446][447] Het Europese Parlement nam op 28 september het "sixpack" aan: een pakket wetsvoorstellen dat de maatregelen voor handhaving van het Stability and Growth Pact (die volstrekt ineffectief waren gebleken) moest aanscherpen.[448][449] CDS'en op Italië daalden tot 448 bp. De private sector zou 90% van zijn Griekse staatsleningen voor omwisseling hebben aangemeld.[450] De parlementaire goedkeuring van de in juli overeengekomen uitbreiding van het EFSF alsmede van het tweede steunpakket van Griekenland liep vlot: de parlementen van Finland, Duitsland en Oostenrijk gingen met een ruime meerderheid akkoord.[451] De verdere vergroting van het EFSF bleef voorwerp van discussie.[452] De inspecteurs van de trojka keerden terug naar Griekenland, doch werden geconfronteerd met blokkades van diverse ministeries.[453][454] De inflatie in de eurozone bleek in september 2011 te zijn opgelopen tot 3%.[455]

## Oktober
- In de week van 3 oktober 2011 kondigde de Griekse regering aan overeenstemming met de trojka bereikt te hebben over de vereiste bezuinigigen;[456][457] de bezuinigingen zouden minder zijn dan oorspronkelijk beoogd, doch de trojka zou de eisen verlaagd hebben wegens de (aanzienlijk) sterkere recessie in Griekenland.[458][459] Minister Schäuble toonde zich een tegenstander van uitbreiding van het EFSF (boven op de uitbreiding waartoe in juli 2011 besloten was); EU-commissaris Rehn en de Franse centrale bankpresident Noyer waren voorstander.[460] Volgens FT Deutschland zou de Griekse premier Papandreou overwegen ontslag te nemen.[461] Een vergadering van de Eurogroep op maandag 3 oktober leidde tot weinig resultaten: de beslissing over het vrijgeven van de € 8 miljard aan steun aan Griekenland werd uitgesteld (er zou ook geen beslissing genomen worden op 13 oktober, zo werd reeds besloten; er werd een wijziging ("technical revisions") van de 21% haircut van de private sector aangekondigd; over de uitbreiding van het EFSF werden geen besluiten genomen; slechts over de (Finse) eis van een onderpand voor verdere te verstrekken leningen werd een (complex) akkoord bereikt.[462][463][464] De obligaties EFSF raakten uit de gratie: het rendementsverschil tussen de EFSF 3.375% juli 2021 en de qua cash floq vrijwel vergelijkbare Duitse staatsobligatie 3.25% juli 2021 was sinds de emissie in juni 2011 gestegen van circa 60 bp tot circa 120 bp. De Belgische bank Dexia bleek in problemen te zijn geraakt;[465][466][467][468] de Belgische en Franse regering (die tijdens het hoogtepunt van de kredietcrisis noodgedwongen een belang hadden genomen) verklaarden zich bereid tot hernieuwde staatssteun.[469] De wijze van uitbreiding van het EFSF bleef de gemoederen bezighouden;[470] Merkel verklaarde dat het EFSF slechts in uiterste noodzaak gebruikt zou kunnen worden voor de herkapitalisatie van banken: in eerste instantie was dit een taak voor de betrokken banken zelf alsmede hun nationale overheden.[471] (Zeer opmerkelijk was hierbij dat Antionio Borges, de IMF-directeur voor Europa, op 5 oktober eerst suggereerde dat het IMF zou kunnen meedoen aan een herkapitalisatie van Europese banken, in de vorm van participatie in een nog op te richten SPV, doch deze uitlatingen reeds enkele uren later introk.[472]) Moody's verlaagde de rating van Italië met 3 notches tot A2.[473] Dexia kondigde aan een "bad bank" op te richten waar besmette leningen in zouden worden ondergebracht;[474] de vrees werd geuit dat de problemen van Dexia over de gehele "core" eurozone zouden kunnen uitwaaieren.[475] In Griekenland werd op woensdag op grote schaal gestaakt.[476][477] De markten verkeerden in een zeer nerveuze en wantrouwende stemming.[478] De protesten tegen de rol van Wall Street gingen voort.[479] De Bank of England breidde het QE-programma uit van £ 200 miljard tot £ 275 miljard.[480] De EU drong aan op een gecoördineerde steunverlening aan Europese banken.[481] De ECB hield de refi rate op 1,50%, maar kondigde wel aan het aankoopprogramma van covered bonds te hervatten, voor € 40 miljard, en voorschotten tot (ruim) na de jaarultimo te zullen verstrekken. De Nederlandse Tweede Kamer keurde de uitbreiding van het EFSF goed. Moody's plaatste de rating van België op review for downgrade.[482][483] Fitch verlaagde de rating van Italië en Spanje: de rating van Italië werd verlaagd van AA- tot A+; die van Spanje van AA+ tot AA-. Dexia Bank België werd genationaliseerd: de Belgische staat nam voor € 4 miljard alle aandelen over. België (60,5%), Frankrijk (36,5%) en Luxemburg (3%) gaven garanties voor € 90 miljard teneinde de financiering van € 100 miljard aan in een "bad bank" onder te brengen dubieuze vorderingen.[484][485][486] Merkel en Sarkozy kondigden aan eind oktober met een veelomvattend plan te zullen komen, doch gaven (nog) geen details.[487]
- In de week van 10 oktober 2011 werd de (kleine) Griekse bank Proton onder bewind gesteld.[488] Eurogroup-voorzitter Juncker maakte voor het eerst gewag van de mogelijkheid van een (aanzienlijke) afschrijving van Griekse staatsschuld.[489] Een voor 18 oktober geplande vergadering van EU-regeringsleiders werd verschoven naar 23 oktober.[490] De Oostenrijkse Erste Bank kondigde over 2011 een verlies van € 920 miljoen tot € 970 miljoen aan, veroorzaakt door voorzieningen voor perifere staatsleningen en verkochte CDS'en, in plaats van een eerder verwachte winst van € 700 miljoen.[491][492][493] Trichet zei dat de crisis een "systemische dimensie" had gekregen.[494] De trojka adviseerde op 11 oktober positief omtrent de uitbetaling van de € 8 miljard.[495][496] S&P verlaagde de rating van diverse Spaanse banken, waaronder Santander en BBVA.[497] De EU presenteerde een plan voor een samenhangende aanpak van de bankencrisis, onder meer bestaande uit een hernieuwde stresstest en waar nodig verplichte kapitaalsuitbreiding.[498] (De stresstest zou volgens geruchten nu dermate strenger zijn dan twee eerdere testen dat 66 banken extra kapitaal nodig zouden hebben.[499] Het Slowaakse parlement stemde op dinsdag tegen de uitbreiding van het EFSF en bracht daarmee de regering ten val, doch stemde op donderdag alsnog voor, in ruil voor vervroegde verkiezingen,[500] waarmee alle 17 eurozone-lidstaten akkoord waren. Het EFSF kon hiermee in zijn uitgebreide vorm aan de slag.[501] Griekse vakbonden blokkeerden de toegang tot het kantoor van het staatselektriciteitsbedrijf teneinde de betaling van elektriciteitsrekeningen (inclusief de omstreden verhoging van de onroerendgoedbelasting) te verhinderen.[502] Geruchten als zouden de Europese regeringen de (formeel) vrijwillige medewerking van de private sector, waartoe in juli 2011 besloten was, willen openbreken teneinde een (aanmerkelijk) grotere "haircut" van de betrokken banken te verkrijgen, werden steeds sterker.

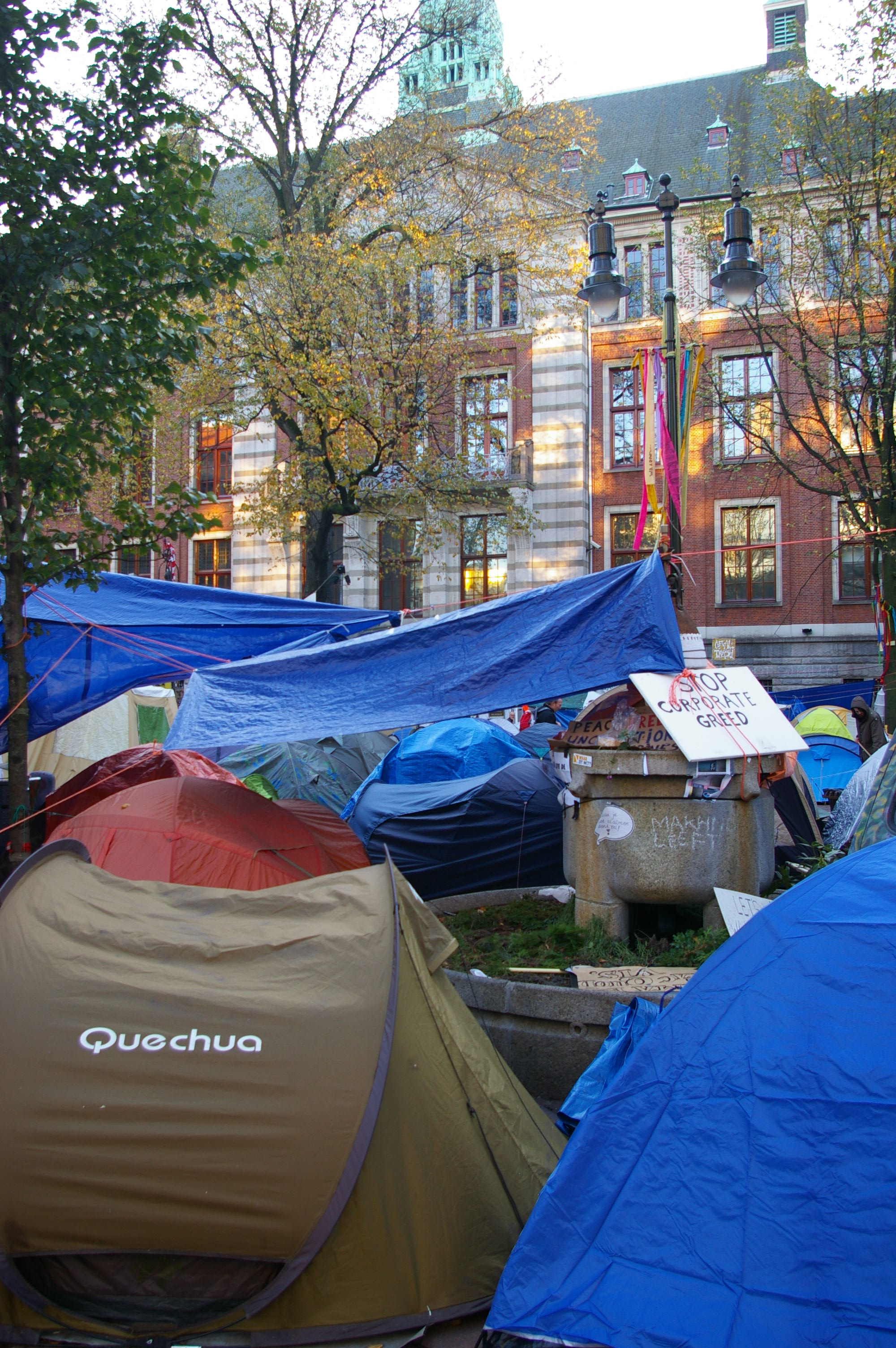
Tentenkamp van Occupy Amsterdam

- Tentenkamp van Occupy Amsterdam In de week van 17 oktober 2011 meldde Moody's twijfels te hebben over de AAA-rating van Frankrijk, met name wegens de mogelijkheid dat men andere eurozone-lidstaten en het eigen bankwezen (verder) zou moeten ondersteunen.[503] Hierop nam het rendementsverschil tussen Franse en Duitse (en Nederlandse) staatsleningen toe tot ruim 100 bp.[504] Moody's verlaagde de rating van Spanje van AA2 tot A1.[505] S&P maakte bekend een ratingverlaging van diverse landen te overwegen indien er een nieuwe recessie zou komen.[506] Ondanks dagelijkse steunaankopen door de ECB, steeg het rendement op 10-jaars Italiaanse staatsleningen tot 6%.[507] De beweging Occupy Wall Street woei over naar Amsterdam: op het Beursplein werd een tentenkamp ingericht als onderdeel van een reeks Occupy-protesten in Nederland.[508] In Griekenland werd op grote schaal gestaakt en gedemonstreerd.[509] De Europese regeringsleiders maakten zich op voor zes dagen vergaderen (in diverse samenstellingen).[510] Het voornaamste meningsverschil betrof de rol van het EFSF: diende dit als "laatste vangnet" te worden gebruikt; diende dit (op enige wijze) "geleveraged" te worden?[511] EU-commissaris Rehn riep Italië op om snel met overtuigende bezuinigingen te komen.[512] Een 10 uur durende vergadering van de Europese ministers van Financiën leidde niet tot veel resultaten;[513] Griekenland kreeg wel de € 8 miljard. Voor het herkapitaliseren van de Europese banken werd een bedrag van € 100 miljard genoemd; een akkoord werd (ook hier) nog niet bereikt.[514] Het algemene gevoelen was dat het in juli 2011 overeengekomen pakket maatregelen onvoldoende was; zo zou de bijdrage van de private sector van 21% moeten worden verhoogd naar circa 50% of zelfs meer.[515][516] Het overleg zou op woensdag 26 oktober worden voortgezet.
- In de week van 24 oktober bleek dat de Griekse belastingdienst geen inkt meer had om aanslagen af te drukken: de rekening van de vorige levering inkt was niet betaald.[517] De door met name Duitsland van Griekenland verlangde extra bezuinigingen, in ruil voor een forse kwijtschelding van staatsschulden, leidden in Griekenland tot een dreigende regeringscrisis: de Griekse regering beschikte slechts over een meerderheid van enkele zetels in het parlement, terwijl de grootste oppositiepartij ND zich reeds tegenstander verklaard had.[518][519][520] De stakingen in Griekenland gingen verder.[521] Het Vaticaan riep op tot het vormen van een supranationale autoriteit voor het reguleren van de mondiale economie.[522] De Oostenrijkse minister van Financiën Maria Fekter verklaarde geen extra geld aan Griekenland te willen verstrekken.[523] Een speech van Trichet bij de Humboldt Universiteit werd onderbroken door protesten van studenten.[524] De uitwerking van de diverse opties voor het omvormen van het EFSF leek vertraging te ondervinden.[525][526] Een voor de ochtend van 26 oktober geplande vergadering van Ecofin (de Europese ministers van Financiën) werd op dinsdagmiddag afgelast, naar verluidt omdat geen besluitvorming te verwachten was.[527] Op Italië werd druk uitgeoefend om snel tot extra bezuinigingen te besluiten.[528][529] De Italiaanse regering leek op dinsdagavond een compromis bereikt te hebben over bezuinigingen, met name een hervorming van het pensioenstelsel.[530][531] De Griekse minister van Financiën presenteerde een nieuw voorstel voor kwijtschelding, met een 50% haircut, en van het restant 15% in cash te betalen en 35% om te zetten in 30-jaars obligaties met een 6%-coupon.[532][533] Het IMF bleek zich zorgen te maken over de financiële positie van Portugese staatsondernemingen, die tot 2014 circa € 16 miljard nodig zouden hebben.[534] In de nacht van 26 op 27 oktober werd na 8 uur vergaderen een akkoord bereikt. De Griekse staatsschulden werden met 50% verminderd,[535] waarbij grote druk op het bankwezen werd uitgeoefend; het EFSF werd "geleveraged" tot € 1000 miljard; het eigen vermogen van de Europese banken zou met € 106 miljard versterkt moeten worden; over een versterking van de institutionele structuur werden tamelijk algemene beloften gedaan.[536][537][538][539][540][541] Met deze schuldreductie zou Griekenland over 10 jaar op een schuldquote van 120% moeten uitkomen. De Italiaanse regering beloofde de pensioenleeftijd te verhogen van 65 jaar (60 jaar voor vrouwen) tot 67 jaar.[542] De Griekse regering zei te verwachten dat diverse banken genationaliseerd zouden moeten worden.[543] De financiële markten reageerden op 27 oktober positief, overigens geholpen door steunaankopen van de ECB. Op 27 oktober besloot het Duitse Bundesverfassungsrecht de overdracht van bevoegdheden van de Bundestag aan een commissie daaruit op het gebied van consultatie bij vervolgstappen van het EFSF voorlopig te verbieden.[544][545][546] Reeds op vrijdag 28 oktober leek de eerste euforie alweer uit de obligatiemarkten weg te ebben, mede na een niet zeer succesvolle emissie van Italiaanse staatsleningen.[547][548] De jaarlijkse militaire parade in Thessaloniki werd afgebroken na verstoringen door diverse groepen demonstranten.[549] De vraag of de vrijwillige haircut van Griekse staatsleningen diende te worden opgevat als een credit event, leidend tot uitbetaling van CDS'en, hield de gemoederen op de financiële markten bezig.[550] De toezichthouders van IMF, EU en CB vestigden zich permanent in Athene.[551] De Duitse regering bleek een meevaller te hebben: door een rekenfout (er was een minteken weggevallen[552]) bleek de financiële positie van "bank bank" FMS Wertmanagement, waarin slechte leningen van de genationaliseerde hypotheekbank Hypo Real Estate waren ondergebracht, per saldo € 55,5 miljard te negatief te zijn weergegeven.[553]

## November
- In de week van 31 oktober 2011 steeg het rendement op 2-jaars Italiaanse staatsleningen tot boven 5%, ondanks omvangrijke steunaankopen van de ECB. Een 10-jaars lening van het EFSF (voor de financiering van het steunpakket voor Ierland) werd door beleggers met weinig enthousiasme ontvangen. De Griekse premier Papandreou kondigde aan de in de voorgaande week met de trojka bereikte overeenstemming in een referendum aan het Griekse volk voor te leggen.[554][555] De ISDA liet in een eerste reactie weten dat de vrijwillige haircut van Griekse staatsleningen niet als een "credit event", vereist voor de opeisbaarheid van CDS-contracten, gezien werd.[556] Het Griekse socialezekerheidsorgaan bleek in de afgelopen 10 jaar circa € 8 miljard ten onrechte betaald te hebben.[557] Het Italiaanse ministerie van Financiën bleek een eigen opvatting van bezuinigingen te hebben: men bleek 19 Maserati's besteld te hebben.[558] Op dinsdag 1 november 2011 verslechterde de situatie in snel tempo. De Griekse regering kondigde een vertrouwensvotum aan voor vrijdag 4 november alsmede een referendum, te houden begin 2012;[559] de oppositie sprak van "chantage".[560] Europese regeringsleiders reageerden ontstemd.[561] De financiële markten reageerden negatief.[562] PASOK-parlementslid Milena Apostolaki verklaarde zich onafhankelijk, waarmee de meerderheid in het Griekse parlement tot 2 zetels (op 300) werd teruggebracht.[563] Zes PASOK-bestuursleden riepen premier Papandreou op om af te treden.[564] Italiaanse staatsleningen daalden zeer sterk om aan het eind van de dag weer te stijgen, door omvangrijke steunaankopen door de ECB. CDS'en op Italië stegen tot 515 bp. Het Griekse kabinet steunde het referendum;[565] het IMF zou overwegen de uitbetaling van diens deel van de € 8 miljard op te schorten.[566] De emissie van de EFSF-lening, de week ervoor aangekondigd, werd uitgesteld "in verband met marktomstandigheden". Ook Ierland bleek een rekenfout gemaakt te hebben: correctie leidde tot een positief verschil van € 3 miljard.[567] De ECB verlaagde (tegen de verwachtingen van de markt in) de refi rate met 0,25% tot 1,25%; tevens werd de deposit rate verlaagd tot 0,50% en de marginal lending rate tot 2,00%.[568] De diverse crisismaatregelen, inclusief het opkopen van staatsleningen, waren als tijdelijk bedoeld[569][570] en konden niet duurzaam rendementen van staatsleningen reduceren, aldus de nieuwe ECB-president Draghi. Frankrijk en Duitsland besloten de uitbetaling van verdere steun aan Griekenland op te schorten tot na het referendum in Griekenland;[571] het IMF deed hetzelfde.[572] Na een dag vol geruchten omtrent een "coup" door eigen partijgenoten en een aanstaand aftreden van Papandreou[573][574] bleek dat het referendum werd afgelast.[575] Eurogroup-voorzitter Juncker zei dat Europa bezig was maatregelen te treffen voor het geval Griekenland de euro zou verlaten.[576] Het Griekse parlement hield op vrijdagavond een vertrouwensstemming, na een dag van grote politieke onzekerheid.[577][578] In de aanloop ernaartoe werd gesproken over een overgangsregering en vervroegde verkiezingen.[579] Op de Italiaanse regering werd druk uitgeoefend toezicht van het IMF te accepteren.[580][581][582][583] Op de G20-bijeenkomst in Nice werd van diverse zijden ergernis geuit over de als weinig krachtdadig ervaren wijze waarop de EU de crisis trachtte te bestrijden.[584] Besloten werd het IMF in staat te stellen om aanvullende kortlopende leningen te verschaffen, tot een bedrag van 500% van het aandelenkapitaal dat het betreffende land in het IMF had,[585] doch tot verdere stappen werd niet besloten.[586] Voor deelname aan het (uitgebreide) EFSF bleek weinig animo te bestaan;[587] IMF-voorzitter Lagrade zei dat het IMF slechts leende aan landen, niet aan rechtspersonen (zoals het EFSF). Het persbericht[588] maakte duidelijk dat de niet-Europese G20-leden van mening waren dat Europa zijn eigen problemen diende op te lossen.[589] Italiaanse staatsleningen daalden vrij sterk. De Griekse regering overleefde de vertrouwensstemming met 153 stemmen (in een parlement van 300 leden) en kondigde aan een coalitieregering te gaan vormen teneinde over een bredere basis te kunnen beschikken.[590][591] Op zondag 6 november bereikten Papandreou en oppositieleider Samaras overeenstemming over een overgangsregering die vervroegde verkiezingen zou uitschrijven.[592][593]
- In de week van 7 november 2011 daalden op maandag Italiaanse staatsleningen sterk, ondanks ingrijpen van de ECB.[594][595][596] De uitgestelde emissie van het EFSF van € 3 miljard werd alsnog geplaatst, doch tegen een rendement dat 177 basispunten boven vergelijkbare Duitse staatsleningen lag, en 104 basispunten over "midswaps"; er werd voor slechts € 3,1 miljard ingeschreven.[597] De EU-ministers van Financiën verlangden van de Griekse regering een schriftelijke toezegging dat de nieuwe Griekse regering de afgesproken bezuinigingen zonder uitstel zou doorvoeren.[598] Er werden meer details verschaft over de werkwijze van het EFSF, dat een of meer "co-investment funds" zou oprichten, met diverse "tranches" met verschillende risico's.[599][600] Op maandag noch dinsdag werd overeenstemming bereikt over een nieuwe Griekse regering.[601][602] Aangenomen werd dat premier Papandreou vervangen zou worden door voormalig ECB-bestuurslid Lucas Papademos; bevestigd werd dit niet.[603] De Franse regering kondigde € 100 miljard aan bezuinigingen aan, met onder meer een verhoging van de pensioenleeftijd van 60 naar 62 jaar. De Italiaanse premier Berlusconi overleefde een stemming over de begroting voor 2011 met een minderheid van het aantal Kamerzetels, doordat oppositiepartijen zich van stemming onthielden; hij verklaarde bereid te zijn tot aftreden nadat de voorgestelde bezuinigingen door het parlement zouden zijn aangenomen (volgens andere berichten: als deze zouden zijn uitgevoerd).[604] De ECB bleek in de voorafgaande week voor € 9,5 miljard aan staatsleningen te hebben opgekocht. In Griekenland werd ook op dinsdag geen overeenstemming bereikt over een nieuwe regering; ND-leider Samaras bleek niet genegen de door EU-commissaris Rehn verlangde toezegging dat alle afgesproken bezuinigingen ook na een regeringswissel uitgevoerd zouden worden, af te geven;[605] Papademos zou niet aanvaardbaar zijn voor de zittende minister van Financiën Venizelos.[606] Clearingorganisatie LCH Clearnet verhoogde de deposito-eis voor het belenen van Italiaanse staatsleningen van 6,65% tot 11,65%.[607] Italiaanse staatsleningen stortten volledig in (met circa 4%): 10-jaars leningen bereikten rond het middaguur een rendement van ruim 7,45% (zijnde boven het niveau waarop Griekenland, Ierland en Portugal gedwongen waren steun aan te vragen).[608][609][610][611] De handel in het termijncontract op Italiaanse staatsleningen werd meermalen stilgelegd. Het Italiaanse parlement verklaarde zich bereid desnoods het weekend door te werken; de (reeds enkele maanden eerder aangekondigde) wetgeving waarin de bezuinigingsvoorstellen waren opgenomen, was nog niet gereed.[612] In de financiële markten werd de vrees geuit dat de ondergang van de eurozone aanstaande was, als niet op zeer korte termijn een zeer sterke mate van fiscale integratie zou plaatsvinden.[613] Ook het rendementsverschil tussen Duitse en Franse staatsleningen nam duidelijk toe. In de loop van de middag trad, door omvangrijke interventies van de ECB, een gedeeltelijk herstel op. Op woensdag 9 november werd evenmin overeenstemming bereikt over een nieuwe Griekse regering;[614] premier Papandreou nam wel officieel afscheid.[615] Op donderdag 10 november daalden Franse staatsleningen aanmerkelijk; dit bleek veroorzaakt door een onjuist bericht van S&P aan een deel van zijn abonnees dat de rating van Frankrijk verlaagd was, dat eerst bijna 2 uur later ingetrokken werd.[616] De Italiaanse senaat kondigde aan nog dezelfde week de bezuinigingswetgeving te behandelen.[617] Italiaanse staatsleningen maakten een groot deel van de verliezen van woensdag goed.[618] Italië leende € 5 miljard 1-jaars op 6,09%.[619] In Griekenland werd overeenstemming bereikt over de benoeming van Papademos als premier.[620][621] De Griekse werkloosheid bleek gestegen te zijn van 16,5% in juli tot 18,4% in augustus 2011.[622] Het Italiaanse parlement nam de bezuinigingsvoorstellen aan op zaterdag 12 november; direct hierna trad Berlusconi af om plaats te maken voor Mario Monti, voormalig EU-commissaris.[623] Volgens The Telegraph was het EFSF bij zijn laatste emissie genoodzaakt om zelf € 100 miljoen van de lening op te kopen;[624] het EFSF ontkende dit.
- In de week van 14 november 2011 bleken de opbrengsten van de Griekse extra onroerendgoedbelasting tegen te vallen: van de € 600 miljoen aan verzonden aanslagen was nog slechts € 42 miljoen betaald.[625] Het Griekse ministerie van Financiën dreigde de namen van 150.000 achterstallige belastingplichtigen (met gezamenlijk circa € 40 miljard aan belastingschulden) te publiceren.[626] Italië leende € 3 miljard 5-jaars tegen 6,29%, wat het hoogste niveau was sinds 1997;[627] op 13 oktober vroegen beleggers nog 5,32%.[628] ECB-bestuurslid Weidmann zei dat de ECB niet als "lender of last resort" voor de hele eurozone zou moeten fungeren[629] en in het bijzonder niet tot taak had om de rendementen op staatsleningen van een eurozone-land op een bepaald niveau te houden.[630] Het effect van de regeringswisseling in Italië op de financiële markten was zeer kortstondig: reeds op maandag rond het middaguur begonnen Italiaanse staatsleningen weer te dalen. Spaanse 10-jaars staatsleningen bereikten een rendement van 6%.[631] De Griekse oppositieleider Samaras verklaarde niet te zullen meewerken aan verdere bezuinigingen.[632] Op dinsdag 15 november ging de verkoopdruk van alle andere dan Duitse staatsleningen onverminderd voort; het rendement op 10-jaars Italiaanse staatsleningen steeg tot circa 7%; ook Spaanse, Franse, Belgische, Oostenrijkse en zelfs Nederlandse staatsleningen daalden.[633][634] De formatie van de nieuwe Italiaanse regering leek stroef te verlopen.[635] GENOP, de vakbond van het Griekse staatselektriciteitsbedrijf, sloot de elektriciteitstoevoer naar het Griekse ministerie van Gezondheid af.[636] EU-commissaris Barnier kondigde aan rating agencies te willen verbieden ratings te publiceren van landen die internationale steun kregen.[637] Op woensdag 16 november herstelden de obligatiemarkten zich weer enigszins; de ECB deed evenwel voor naar schatting van marktpartijen ruim € 3 miljard aan steunaankopen. Bondskanselier Merkel herhaalde dat de ECB onder de vigerende tekst van het EU-verdrag niet de mogelijkheden had om de crisis op te lossen;[638] Duitsland was echter bereid een kleine mate van autonomie ("a little bit of national sovereignty") op te geven in ruil voor een sterker begrotingstoezicht op EU-lidstaten.[639] De nieuwe Italiaanse premier Monti maakte woensdagmiddag zijn kabinet bekend, dat geheel uit niet-politici bestond;[640] Monti werd zowel premier als minister van Financiën.[641] Het rendement op 10-jaars Spaanse staatsleningen steeg op donderdag 17 november tot 6,46%, het hoogste niveau sinds de euro, nadat Spanje de groeiramingen verlaagd had,[642] tegelijk met de emissie van een nieuwe Spaanse staatslening, die als niet zeer geslaagd ("very poor", "disaster") werd omschreven: Spanje betaalde 6,976% voor 10-jaars.[643][644] Ook op donderdag deed de ECB weer grootschalige steunaankopen (geschat op ruim € 2,6 miljard). De meningsverschillen tussen enerzijds voornamelijk Duitsland en anderzijds voornamelijk Frankrijk over de vraag of de ECB onbeperkt staatsleningen zou moeten gaan kopen, namen in een snel tempo toe.[645] Volgens een rapport van de Europese Commissie waren er in Griekenland € 60 miljard aan achterstallige belastingen; van slechts € 8 miljard was op korte termijn invordering te verwachten.[646] In Italië werd in diverse steden gedemonstreerd tegen de bezuinigingsplannen.[647] Ook in Athene werd gedemonstreerd. Reuters berichtte dat de EU en het IMF overlegden over een constructie waarbij de ECB (op grote schaal) aan het IMF zou lenen, en het IMF aan eurozone-lidstaten zou doorlenen.[648][649] Hierop stegen de koersen van Italiaanse en Spaanse staatsleningen aanmerkelijk. Het IMF verklaarde enige verdere steun eerst te zullen vrijgeven als gebleken was dat er voor de maatregelen waartoe Griekenland verplicht was brede politieke steun was gebleken te bestaan.[650] De discussie tussen Frankrijk en Duitsland ging voort.[651][652] De EU Task Force constateerde grote tekortkomingen in het Griekse bestuurlijke apparaat.[653] De private crediteuren van Griekenland leken bereid een haircut van 50% te accepteren,[654][655] mits andere eurozone-landen geen schuldenreductie zouden voorstellen.[656] ECB-president Draghi bleek nog steeds tegenstander van ongelimiteerde steunaankopen.[657][658] Volgens de FAZ zou de ECB besloten hebben de steunaankopen te maximeren op € 20 miljard per week.[659] Op 23 november trad een nieuwe fase in toen zelfs Duitsland onvoldoende kapitaal aan kon trekken.[660]
- In de week van 21 november kondigde Moody's een ratingverlaging van Frankrijk aan, nadat de vorige aankondiging van een ratingverlaging tot een duidelijke stijging van de Franse rente geleid had.[661] De Griekse minister van Arbeid waarschuwde dat als de € 8 miljard aan steun niet uitbetaald werd, Griekenland niet in staat zou zijn om de kerstbonus voor ambtenaren alsmede de pensioenen voor januari 2012 te betalen.[662] De EU bleef bij monde van commissaris Altafaj vasthouden aan de eis dat oppositieleider Samaras schriftelijk zou verklaren het pakket bezuinigingen te zullen uitvoeren. Kantoren van het staatselektriciteitsbedrijf PPC werden geblokkeerd door de vakbond van PPC en de communistische partij;[663] de vakbond van het openbaar vervoer staakte.[664] Het hoofd van het Griekse privatiseringsprogramma uitte twijfels omtrent de voor 2011 en 2012 geraamde opbrengsten.[665] Op dinsdag betaalde Spanje 5,11% voor zesmaands, wat een maand ervoor nog 2,29% was. Het meningsverschil over eurobonds ging verder.[666] Het IMF lanceerde de Precautionary and Liquidity Line als vervanger van de Precautionary Credit Line: een tijdelijke kredietfaciliteit voor landen met betalingsbalansproblemen; de omvang was beperkt tot 500% van het quotum van een land in het IMF voor zesmaands-leningen (hetgeen neerkwam op enkele tientallen miljarden SDR's) en 1000% voor tweejaars-leningen.[667][668] Er rezen twijfels of België in staat zou zijn de met Frankrijk en Luxemburg afgesproken redding van Dexia uit te voeren;[669] Belgische staatsleningen daalden zeer sterk. De EU stelde Griekenland (met name oppositieleider Samaras) een termijn van een week om schriftelijk te verklaren dat alle bezuinigingen zouden worden uitgevoerd.[670] Bondskanselier Merkel nam hetzelfde standpunt in.[671] Failios Kranidiotis, een assistent van Samaras noemde de waarschuwing van de EU "papieren dreigementen".[672] De Federal Reserve kondigde aan bij de jaarlijkse stresstesten van Amerikaanse banken rekening te zullen houden met sterke koersdalingen van Europese staatsleningen in hun portefeuilles.[673] De wetgeving voor de liberalisering van de Griekse taxisector bleek vertraging op te lopen: ruim twee maanden na de aankondiging was er nog geen wetsvoorstel ingediend.[674] Griekenland zou nog voor 20 dagen geld in kas hebben. Een emissie van een Duitse 10-jarige staatslening trok weinig belangstelling ("This is the worst Bund auction that I can recall.... so much for the safe haven...", "bund auction by a mile the worst auction ever", "total disaster"): er werd slechts voor € 3,6 miljard ingeschreven bij een beoogd bedrag van € 6 miljard.[675] (Het verschil werd door de Bundesbank opgekocht.) De Letlandse bank Bankas Snoras werd overgenomen nadat circa € 300 miljoen verdwenen bleek te zijn;[676] er ontstond een "bankrun" op de Letlandse bank Krajbanka.[677] De EC publiceerde een "green paper" over de diverse mogelijkheden van eurobonds,[678] door de EC als "Stability Bonds" aangeduid. De Financial Times riep de Griekse minister van Financiën Venizelos uit tot de slechtste minister van Financiën van de eurozone; op de tweede plaats kwam de Italiaanse minister van Financiën Tremonti.[679] Fitch verlaagde op donderdag de rating van Portugal van BB+ tot BBB-, met negative outlook;[680][681] in Portugal werd gestaakt.[682] De vakbond van het Griekse elektriciteitsbedrijf riep een staking uit nadat een vakbondsbestuurder was gearresteerd bij de ontruiming van het computercentrum van het elektriciteitsbedrijf.[683] ND-leider Samaras vergeleek de onderhandelingen met de trojka met een schaakspel.[684] Bondskanselier Merkel, president Sarkozy en premier Monti vergaderden in Straatsburg; na afloop verklaarde Sarkozy dat binnen enkele dagen gezamenlijke voorstellen voor wijziging van EU-verdragen zouden worden gedaan. Mw. Merkel bleek nog steeds tegenstander van eurobonds.[685] Moody's verlaagde de rating van Hongarije tot "junk".[686][687] Ook Portugese staatsleningen daalden na een ratingverlaging zeer sterk. Italië leende op vrijdag € 8 miljard zesmaands tegen 6,50%, wat een maand ervoor nog 3.50% was.[688] Italiaanse staatsleningen daalden sterk: het rendement van de tienjarige staatslening lag op 7,28%. De Duitse, Nederlandse en Finse ministers van Financiën vergaderden op vrijdag over de vrijgave van de € 8 miljard voor Griekenland.[689] Op vrijdag 25 november verlaagde S&P de rating van België van AA+ tot AA, met negative outlook.[690][691] Daags erop werd een akkoord bereikt over de Belgische begroting voor 2012.[692] La Stampa meldde dat het IMF een lening aan Italië voorbereidde van € 400 miljard tot € 600 miljard, met een rente van 4 tot 5%.[693][694][695] Volgns de Ierse krant Independent zou het EFSF problemen hebben de komende tranches van het steunpakket aan Ierland te financieren.[696] De Duitse minister van Financiën Schäuble zei dat de euro gered zou kunnen worden indien striktere begrotingsregels konden worden afgesproken;[697] de Franse minister van Begrotingszaken Valerie Pecresse zei dat dergelijke striktere regels een voorwaarde waren voor verdere steun van de ECB.[698]

## December
- In de week van 28 november 2011 zei Moody's dat de "snelle escalatie" van de Europese staatsschuldencrisis de ratings van alle eurozone-landen bedreigde.[699] Het IMF ontkende op maandag met Italië besprekingen te voeren over een reddingspakket, zoals daags ervoor gesteld was.[700] De OECD raamde voor Griekenland voor 2012 een krimp van het GDP van 6,1% in 2011 en van 3,0% in 2012.[701] Op maandag 28 november wonnen de leningen van perifere eurozone-landen weer enig terrein terug. Moody's kondigde ratingverlagingen van een groot aantal Europese banken aan.[702] Italië leende driejaars op 7,89%, 9-jaars op 7,28% en 11-jaars op 7,56%.[703][704][705] Het wagenpark van de Griekse politie bleek op maandag zonder benzine te zitten, aangezien eerdere rekeningen ten bedrage van € 43 miljoen niet betaald waren; er werd uiteindelijk een regeling getroffen.[706] De EU-ministers van Financiën bereikten overeenstemming over een vergroting van de garanties van de eurozone-lidstaten voor het EFSF, doch in beperkte omvang, zodat gehoopt werd op deelname van het IMF;[707][708][709] men besloot tot vrijgave van het EU-deel van de € 8 miljard voor Griekenland.[710][711] De onderhandelingen over de haircut van Griekse staatsschuld raakten in het slop;[712] geruchten dat Griekenland zou aansturen op een haircut van 75% leidden tot verdere dalingen van Griekse staatsleningen, in de richting van de "restwaarde" van 25%. Italië bleek verkennende besprekingen met het IMF te voeren. De onrust op de markten leidde ertoe dat banken steeds grotere bedragen "overnight" bij de ECB stalden: op 29 november € 297 miljard.[713][714] Het rendement op 1-jaars Duitse staatsleningen was op woensdag, voor het eerst in de geschiedenis, negatief: beleggers die op die datum deze lening kochten, zouden over de resterende looptijd een rendement van -0,04% behalen. Zes centrale banken kwamen overeen de rente op onderlinge swaptransacties (waarbij dollars tegen andere valuta werden geruild) te verlagen met 50 basispunten.[715][716][717] In Griekenland werd gestaakt tegen de bezuinigingsplannen.[718] Emissies van Franse en Spaanse staatsleningen op donderdag verliepen zonder problemen.[719] Sarkozy riep op tot een nieuw Europees verdrag voor begrotingsdiscipline: eens als dat er was, zou van de ECB extra steun verwacht mogen worden; bondskanselier Merkel toonde zich hier op hoofdlijnen voorstander van[720][721] doch bleef eurobonds afwijzen.[722] Geruchten omtrent een gezamenlijk door Europese centrale banken verstrekken van leningen aan Italië en Spanje, via het IMF, werden steeds sterker.[723] Italiaanse en Spaanse staatsleningen stegen op vrijdag verder;[724] CDS'en op Italië en Spanje daalden sterk. Volgens een rapport van de Bank of England was er kans op een default van Griekenland binnen 5 jaar 100%.[725] Op 4 december presenteerde de Italiaanse premier Monti € 30 miljard aan aanvullende bezuinigingen, met name op pensioenen,[726] en een verhoging van de btw op luxegoederen,[727] in de vorm van een noodverordening met onmiddellijke ingang, die echter binnen 60 dagen door het parlement bekrachtigd diende te worden.[728]
- In de week van 5 december 2011 kondigde Ierland extra bezuinigingen aan (€ 2,2 miljard minder uitgaven en € 1,6 miljard aan belastingen).[729] Duitsland leende € 2,7 miljard zesmaands tegen 0,0005%; de emissie werd ruim overtekend.[730] De rente op Italiaanse staatsleningen daalde sterk. Bondskanselier Merkel en president Sarkozy bereikten onderling overeenstemming over een nieuw verdrag tussen ofwel de 27 EU-lidstaten of de 17 eurozone-lidstaten dat een herhaling van de crisis zou moeten voorkomen:[731] het nieuwe verdrag zou moeten voorzien in automatische sancties bij het overschrijden van begrotingstekortenlimieten. S&P kondigde aan de ratings van alle eurozone-landen op "review for downgrade" te zetten wegens de "aanhoudende meningsverschillen" over de aanpak van de crisis;[732][733] de Duitse minister van Financiën Schäuble zei dit als een "goede aansporing" te beschouwen.[734] Ook het EFSF werd door S&P op negative watch gezet.[735] Het Griekse parlement keurde met een grote meerderheid de (zeer strenge) begroting voor 2012 goed.[736] Het Griekse socialezekerheidsorgaan IKA kondigde aan de kerstbonus 3 dagen later te betalen dan normaal.[737] S&P plaatste ook de EIB en de CEB op negative watch[738] evenals de EU zelf. De OECD publiceerde een vernietigend rapport over het Griekse bestuursapparaat, dat als "totaal niet in staat tot hervormingen" werd beoordeeld.[739][740][741] De Griekse privatiseringen bleken op grote schaal vertragingen te ondervinden.[742] De Griekse industriële productie bleek in oktober te zijn gedaald met 12,3% op jaarbasis.[743] De ECB verlaagde de refi rate met 0,25% tot 1,00%, zoals algemeen verwacht; de marginal lending rate werd eveneens met 0,25% verlaagd;[744] er werden 3-jaars long term refinancing operations in het vooruitzicht gesteld tot onbeperkte bedragen.[745] Een uitbreiden van het aankoopprogramma van staatsleningen bleef echter achterwege. In de nacht van 8 op 9 december werd na circa 10 uur vergaderen overeenstemming bereikt over een nieuw verdrag tussen alleen de landen van de eurozone over strengere begrotingsregels; andere landen konden zich desgewenst daarbij aansluiten. Het nieuwe verdrag zou een "golden rule" voor sluitende begrotingen bevatten en zo veel mogelijk automatische sancties bevatten.[746] Het ESM zou in juli 2012 in werking treden; de mogelijkheid om het IMF € 200 miljard te verschaffen, zou binnen 10 dagen onderzocht worden; voor besluiten om het ESM in actie te laten komen zou geen unanimiteit vereist zijn maar een gekwalificeerde meerderheid van 85%. Diverse niet-eurolanden gaven aan zich te willen aansluiten. Het Verenigd Koninkrijk weigerde dat, nadat diens wensen ten aanzien van de positie van Londen als financieel centrum waren afgewezen.[747] Moody's verlaagde de rating van een aantal grote Franse banken. De EBA publiceerde de resultaten van de meest recente stresstest: de Europese banken moesten in totaal € 114,7 miljard extra kapitaal aantrekken.[748]
- In de week van 12 december 2011 daalden vooral Italiaanse en Spaanse staatsleningen wederom, onder meer naar aanleiding van de aankondiging van Moody's dat de ratings van alle eurozone-landen in het eerste kwartaal van 2012 herbeoordeeld zouden worden.[749][750][751] De prijs van 5-jaars CDS'en op Griekenland steeg tot het (nogal theoretische) niveau van 10.000 basispunten. Moody's plaatste acht Spaanse banken op review for downgrade.[752] De privatisering van de Griekse staatsloterij bleek slechts één bieding te hebben opgeleverd.[753] Slechts 4 van de 27 EU-lidstaten (Estland, Finland, Luxemburg en Zweden) bleken aan de Europese begrotingsregels te voldoen.[754] De resultaten die de week ervoor bereikt waren in Brussel bleken tot vele vragen aanleiding te geven.[755][756] Het CPB raamde voor de Nederlandse economie in 2012 een krimp van 0,5%.[757] Het EFSF leende € 2 miljard driemaands op 0,23%[758][759][760] De Griekse regering kondigde het schrappen van 150.000 banen in de publieke sector in vier jaar tijd aan.[761] De Griekse overheidsfinanciën verslechterden verder: in de eerste 11 maanden van 2011 daalden de inkomsten met 3% (verwacht een stijging van 1%) en stegen de uitgaven met 6,2% (verwacht een daling van 3,8%).[762] Griekenland leende € 1,6 miljard zesmaands tegen 4,95%.[763][764] De onderhandelingen tussen de Griekse regering en de financiers over de haircut liepen vast.[765] Italië leende € 3 miljard 5-jaars tegen 6,47%.[766][767] Door de zorgen over de Europese staatsschulden daalde de euro tot beneden de $ 1,30.[768] Duitsland leende € 4,18 miljard tweejaars tegen 0,29%.[769] Het IMF riep de Griekse regering op af te stappen van het "taboe" op het ontslaan van ambtenaren;[770] er bleken grote achterstanden te zijn bij de uitvoering van de voorgenomen hervormingen.[771] Zowel bondskanselier Merkel als Bundesbank-voorzitter Weidmann verzetten zich tegen suggesties om de ECB meer actief te doen zijn.[772] IMF-president Lagarde zei dat de crisis rond de Europese staatsleningen escaleerde.[773] Moody's verlaagde de rating van België tot Aa3: men voerde stijgende rentelasten, lagere groei en de kosten van de bailout van Dexia als redenen aan.[774] Aftredend ECB-bestuurder Stark verklaarde in een interview dat zijn besluit om ontslag te nemen was ingegeven door bezwaren tegen het beleid van de ECB, in plaats van de officieel genoemde "persoonlijke redenen".
- In de week van 19 december 2011 herhaalde ECB-president Draghi dat de ECB niet onbeperkt staatsleningen zou opkopen; de die week te verstrekken driejaars-leningen zouden door het bankwezen naar eigen inzicht kunnen worden gebruikt.[775] De trojka droeg Griekenland op om binnen drie maanden € 2 miljard aan extra inkomsten of extra bezuinigingen te bewerkstelligen.[776] De Griekse regering besloot alle belastingteruggaven stop te zetten; niet duidelijk was wanneer deze hervat zouden worden.[777] De Europese ministers van Financiën bleken van de beoogde € 200 miljard voor het via het IMF verstrekken van steun € 150 miljard te hebben verzameld; opmerkelijk was dat Italië en Spanje voor resp. € 23,5 miljard en € 14,9 miljard meededen;[778] zoals reeds aangekondigd, weigerde het Verenigd Koninkrijk bij te dragen.[779] Spanje leende driemaands op 1,74% (wat de keer ervoor 5,11% was) en zesmaands op 2,44% (was 5,23%).[780] Griekenland leende € 1,3 miljard driemaands op 4,68%.[781][782] De ECB wees € 489 miljard toe op de 3-jaars LTRO.[783] Het vermoeden bestond dat de banken die aan de LTRO van de ECB hadden meegedaan de leningen voornamelijk zouden gebruiken voor het herfinancieren van hun in 2012 vervallende leningen.[784] S&P verlaagde de rating van Hongarije tot BB+. De onderhandelingen over de haircut van Griekenland duurden voort;[785] hedge fund Vega trok zich terug uit de onderhandelingen.[786] De Italiaanse senaat nam het bezuinigingspakket met een grote meerderheid aan.[787] Aan het eind van de week daalden Italiaanse staatsleningen weer.[788] Van diverse banken werd vermoed dat ze moeite hadden gehad om onderpanden te leveren voor de van de ECB opgenomen leningen.[789]
- In de week van 26 december 2011 bleek dat de Europese banken over het kerstweekend het recordbedrag van € 412 miljard bij de ERCB gestald hadden; dit steeg later tot € 452 miljard.[790] Het nieuwe salarissysteem voor Griekse ambtenaren leidde tot aanmerkelijke salarisverlagingen.[791][792] Op woensdag stegen Spaanse en Italiaanse staatsleningen sterk[793] in een dunne markt; Italië leende op woensdag € 9 miljard zesmaands tegen 3,25%, wat op 25 november 2011 nog 6,50% was. Door de settlement van de LTRO van de week ervoor steeg het balanstotaal van de ECB tot het recordbedrag van € 2.700 miljard.[794] Op donderdag leende Italië € 7 miljard 10-jaars tegen 6,98%, wat nauwelijks een succes genoemd werd.[795] Een Hongaarse staatslening mislukte volkomen.[796]